# هاربن
هاربن (/hɑːrˈbɪn, -biːn/ . () </img> )،(بالصينية المبسطة: 哈尔滨؛ بالصينية التقليدية: 哈爾濱) هي مدينة شبه إقليمية وعاصمة المقاطعة هيلونغجيانغ وأكبر مدينة فيها، بجمهورية الصين الشعبية،  بالإضافة إلى أنها ثاني أكبر مدينة من حيث عدد السكان الحضريين بعد شنيانغ وأكبر مدينة من حيث عدد سكان العاصمة (الحضر) والريف معًا في شمال شرق الصين. تتمتع هاربن بسلطة قضائية مباشرة على تسع مناطق حضرية ومدينتين على مستوى المحافظة وسبع مقاطعات، وهي ثامن مدينة صينية من حيث عدد السكان وذلك وفقًا لتعداد عام 2010،  المنطقة المبنية (التي تتكون من جميع المقاطعات باستثناء شوانغتشينغ وأتشنغ) كان عدد سكانها 5,282,093 نسمة، بينما كان إجمالي عدد سكان العاصمة يصل إلى 10,635,971،  وهذا بالضبط ما يجعلها واحدة من أكبر 50 منطقة حضرية في العالم.
هاربن تقع على الضفة الجنوبية لنهر سونغهوا. المدينة مصنفة كعاشر أكبر مدن الصين، ولها أهمية سياسية واقتصادية وعلمية وثقافية كبيرة بالنسبة لشمال شرق الصين. اسم المدينة «هاربن» أتى من لغة مانتشو ويعني «مكان لشبكات صيد السمك الجافة». تلقب المدينة أحياناً «اللؤلؤة في عنق البجعة» بسبب شكل محافظة هلونغجيانغ، و«موسكو الشرق» أو «باريس الشرق» بسبب العمران بالمدينة، كما تسمى «مدينة الثلج» بسبب فصل الشتاء الطويل. تنقسم المدينة إلى 8 مناطق رئيسية، و 3 مدن بمستوى المقاطعات، و 7 مقاطعات. يعود الاستيطان بالمدينة لعام 2200 ق.م. وقد عرفت سابقاً باسم بينكيانغ. بها مطاحن للدقيق ومصانع الأطعمة المحفوظة واالتي أنشأها الروس عام 1897 م بالإضافة لمستعمرة للعمال علي الخط الحديدي بشرقي الصين. تخلت روسيا عنها عام 1924م.
هاربن، التي جائت أصل تسميتها من لغة مانشو والتي تعني حرفياً «مكانًا لتجفيف شباك الصيد»،  نمت من مستوطنة ريفية صغيرة على نهر سونغهوا لتصبح واحدة من أكبر المدن في شمال شرق الصين. تأسست في عام 1898 مع ظهور السكك الحديدية الصينية الشرقية، وازدهرت المدينة لأول مرة كمنطقة يسكنها الغالبية العظمى من المهاجرين من الإمبراطورية الروسية. في عشرينيات القرن الماضي، كانت المدينة تعتبر عاصمة الموضة في الصين منذ أن وصلت التصميمات الجديدة من باريس وموسكو إلى هنا أولاً قبل وصولها إلى شنغهاي. من عام 1932 حتى عام 1945، كانت هاربن أكبر مدينة في ولاية مانشوكو العميلة للإمبراطورية اليابانية.
نسبة لشتائها شديدة البرودة سميت هاربن باسم مدينة الجليد (冰城)، كما تميزت لنفس السبب بالسياحة الشتوية والاستجمام. تشتهر هاربن بمهرجان النحت على الجليد في الشتاء. إلى جانب كونها معروفة بإرثها التاريخي الروسي، فإن المدينة تعمل كبوابة مهمة في التجارة الصينية الروسية اليوم. تعمل هاربن كمركز رئيسي سياسي واقتصادي وعلمي وثقافي واتصالات في شمال شرق الصين، فضلاً عن كونها قاعدة صناعية مهمة للأمة. تم التصويت على المدينة "كأفضل مدينة سياحية في الصين" من قبل إدارة السياحة الوطنية الصينية في عام 2004.
هاربن هي واحدة من أفضل 100 مدينة ومنطقة حضرية في العالم من خلال مخرجات البحث العلمي وفقًا لمؤشر الطبيعة. تستضيف المدينة العديد من الجامعات الكبرى، بما في ذلك جامعة هاربن الهندسية، وجامعة هاربن الطبية، وجامعة الشمال الشرقي الزراعية، وجامعة هاربن للعلوم والتكنولوجيا، وجامعة نورث إيست فورستري، وجامعة هيلونغجيانغ. والجدير بالذكر أن معهد هاربن للتكنولوجيا يصنف باستمرار كواحد من أفضل الجامعات في العالم للهندسة.

## تاريخ

### التاريخ المبكر
يعود تاريخ المستوطنات البشرية في هاربن إلى عام 2200 على الأقل قبل الميلاد خلال العصر الحجري المتأخر. وُلد وانيان أجودا، مؤسس وأول إمبراطور (حكم من عام 1115 ق.م إلى عام 1123 ق.م) لأسرة جين (والتي يعود تاريخها من عام 1115 ق.م إلى 1234 ق.م)، في قبائل جورتشن وانيان التي أقامت بالقرب من نهر آشي في هذه المنطقة. في الإعلان في عام 1115 أسس اجودا محافظة هوينينغ عاصمة جين في منطقة أتشنغ في هاربن اليوم. بعد وفاة أجودا، أمر الإمبراطور الجديد تايزونغ من جين ببناء مدينة جديدة على خطة موحدة. حاكى التخطيط والبناء المدن الصينية الكبرى، ولا سيما بيانجينغ (كايفنغ)، على الرغم من أن عاصمة جين كانت أصغر من نموذج سونغ الشمالية الأولي. كانت محافظة هوينينغ بمثابة أول عاصمة متفوقة لإمبراطورية جين حتى نقل وانيان ليانغ (الإمبراطور الرابع لأسرة جين) العاصمة إلى يانجينغ (بكين الآن) في عام 1153. حتى أن ليانغ ذهب إلى حد تدمير جميع القصور في عاصمته السابقة عام 1157. أعاد وانيان يونغ (الإمبراطور شيزونغ) الذي خلف وانيان ليانغ (الإمبراطور شيزونغ) ترميم المدينة وجعلها عاصمة ثانوية في عام 1173. تم اكتشاف أنقاض محافظة شانغجينغ هوينينغ وحفر حوالي 2 كيلومتر (1.2 ميل) من المنطقة الحضرية المركزية في أتشنغ الحالية. موقع أطلال عاصمة جين القديمة هو محمية تاريخية وطنية، ويضم متحف جين سلالة التاريخ. المتحف، مفتوح للجمهور، تم تجديده في أواخر عام 2005. تقف التماثيل المثبتة لأجودا ولقائده الرئيسي وانيان زونغهان (أيضًا نيانهان) في أرض المتحف. العديد من القطع الأثرية التي تم العثور عليها معروضة في هاربن القريبة.
بعد الفتح المغولي لإمبراطورية جين (1211-1234)، تم التخلي عن محافظة هوينينغ. في القرن السابع عشر، استخدم المانشو مواد بناء من محافظة أتشنغ لبناء معقلهم الجديد في الشوكا. ظلت منطقة هاربن ريفية إلى حد كبير حتى القرن التاسع عشر، مع أكثر من عشر قرى وحوالي 30000 شخص في المناطق الحضرية الحالية بالمدينة بحلول نهاية القرن التاسع عشر.

### مدينة عالمية
نمت كقرية صغيرة في عام 1898 لتصبح مدينة هاربن الحديثة. رسم المهندس البولندي آدم شدلوفسكي خططًا للمدينة بعد إنشاء خط السكك الحديدية الصيني الشرقي، الذي مولته الإمبراطورية الروسية. اختار الروس هاربن كقاعدة لإدارتهم على خط السكة الحديد هذا ومنطقة السكك الحديدية الصينية الشرقية. تم بناء السكك الحديدية إلى حد كبير من قبل المهندسين الروس والعاملين بعقود. وسعت السكك الحديدية الصينية الشرقية خطوط السكك الحديدية العابرة لسيبيريا: مما أدى إلى تقليص المسافة بشكل كبير من تشيتا إلى فلاديفوستوك وأيضًا ربط مدينة دالني الساحلية الجديدة (داليان) والقاعدة البحرية الروسية بورت آرثر (لوشون). سرعان ما تحولت المستوطنة التي أسستها شركة السكك الحديدية الشرقية الصينية المملوكة لروسيا إلى «مدينة مزدهرة»، ونمت لتصبح مدينة في غضون خمس سنوات. جاء غالبية المستوطنين في هاربن من جنوب أوكرانيا (الإمبراطورية الروسية). بالإضافة إلى الأوكرانيين، كان هناك العديد من الروس واليهود والبولنديين والجورجيين والتتار. 
كان القصد من المدينة أن تكون مستوطنة للإمبريالية الروسية في آسيا، وقد كتب الباحث الأمريكي سيمون كارلينسكي، المولود في هاربن عام 1924 لعائلة يهودية روسية، أنه في هاربن «تم التخطيط للمباني والشوارع والحدائق - قبل وقت طويل من ثورة أكتوبر - من قبل المهندسين المعماريين الروس البارزين وأيضًا من قبل مخططي المدن السويسريين والإيطاليين»، مما يمنح المدينة مظهرًا أوروبيًا للغاية.  ابتداءً من أواخر القرن التاسع عشر، وصل تدفق جماعي للصينيين الهان إلى منشوريا، واستفادوا من التربة الغنية، وأسسوا المزارع التي سرعان ما حولت منشوريا إلى «سلة خبز الصين» بينما ذهب آخرون للعمل في المناجم ومصانع منشوريا، التي أصبحت واحدة من أولى المناطق الصناعية في الصين. أصبحت هاربن واحدة من النقاط الرئيسية التي تم من خلالها شحن المنتجات الغذائية والصناعية خارج منشوريا. كانت إحدى علامات ثروة هاربن أن المسرح قد تأسس خلال عقده الأول وفي عام 1907 تم عرض مسرحية ك زفيزدام لليونيد أندرييف هناك. 

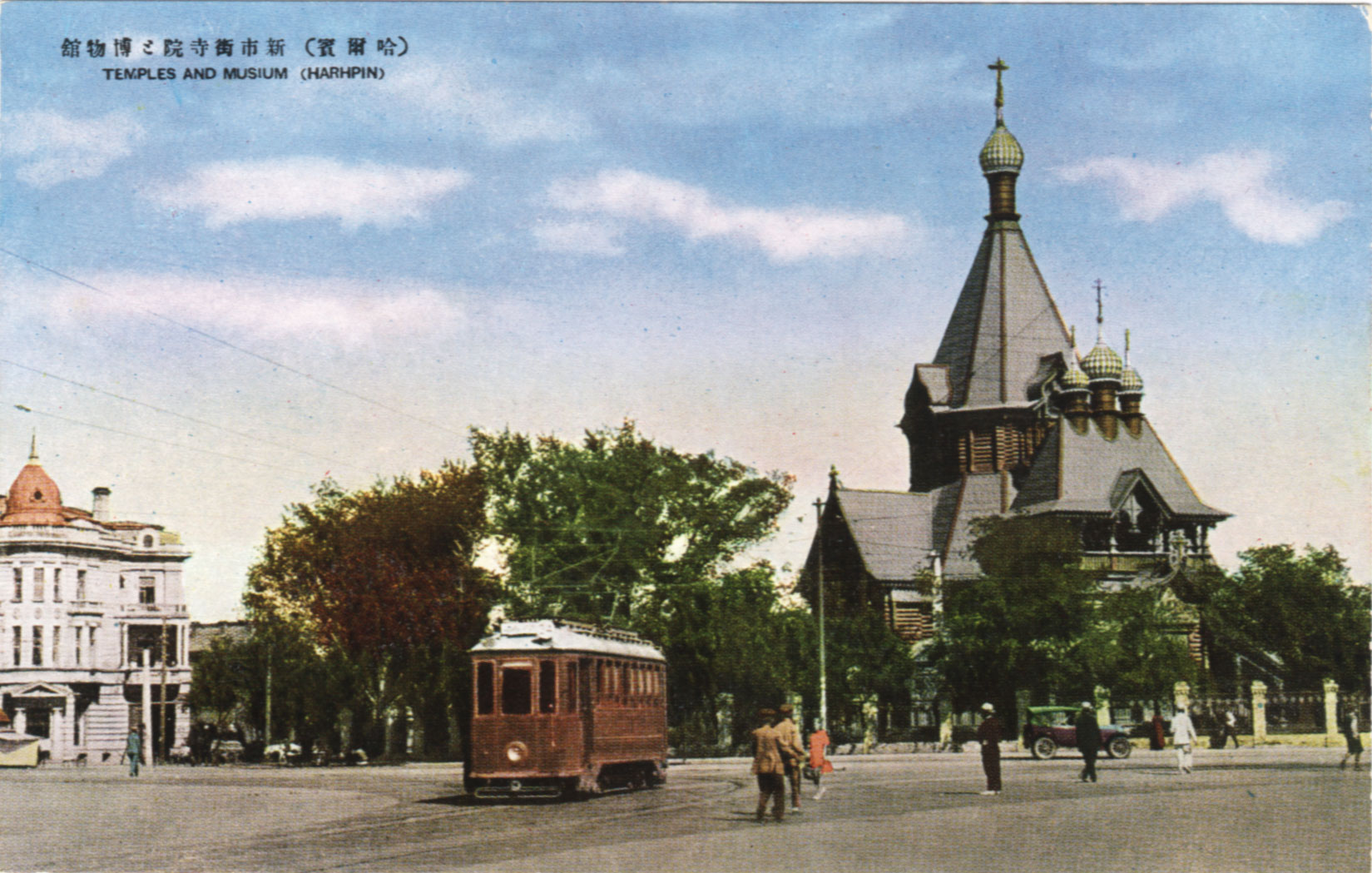
القديس نيكولا الأرثوذكسية، كنيسة أرثوذكسية روسية في هاربن، حوالي عام 1940، هُدمت خلال الثورة الثقافية

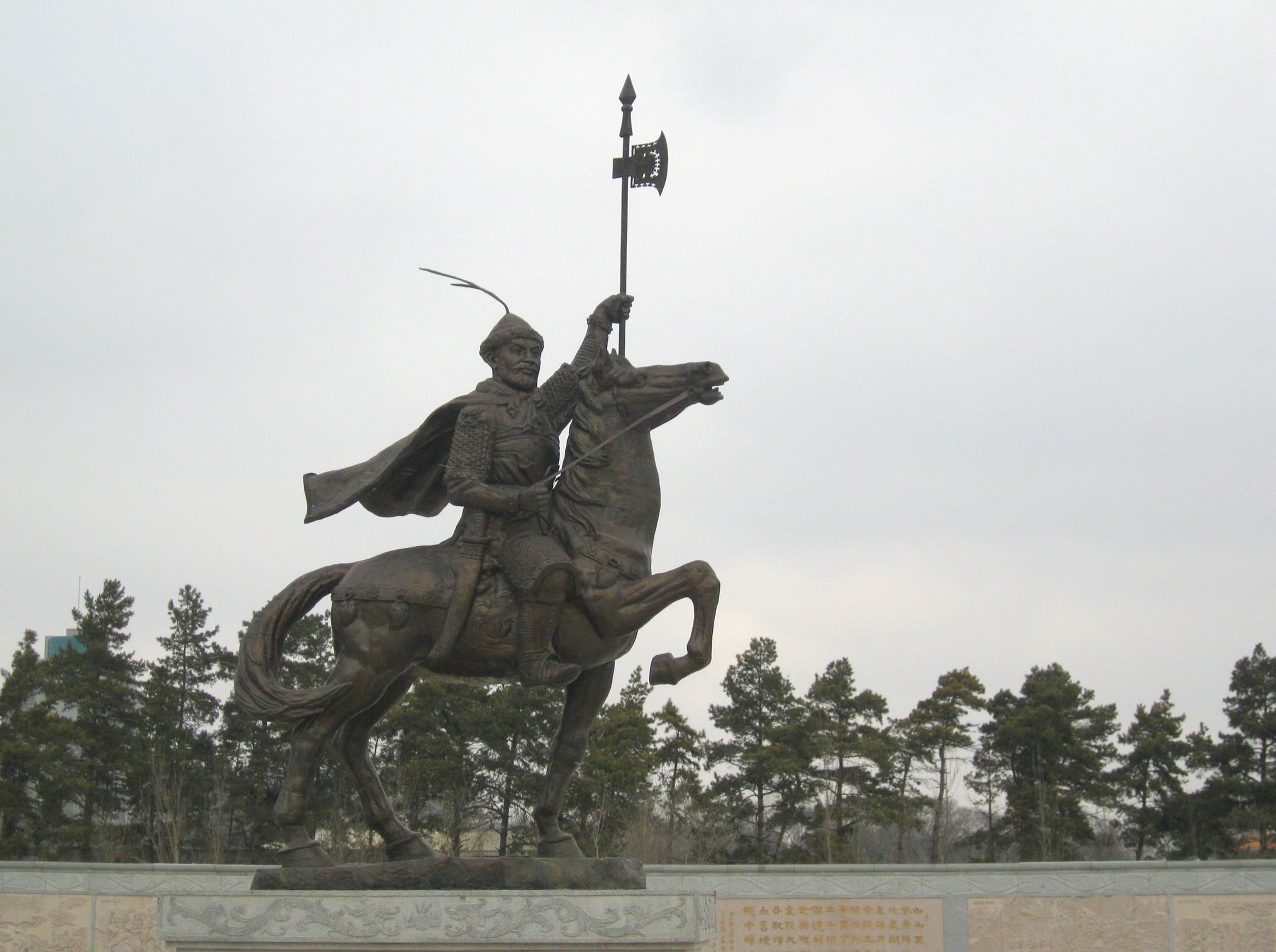
نصب وانيان أجودا في منطقة آشنغ

خلال الحرب الروسية اليابانية (1904-1905)، استخدمت روسيا مدينة هاربن كقاعدة للعمليات العسكرية في منشوريا. بعد هزيمة روسيا، تراجع نفوذها. انتقل عدة آلاف من المواطنين من 33 دولة، بما في ذلك الولايات المتحدة وألمانيا وفرنسا، إلى هاربن. أنشأت ستة عشر دولة قنصليات لخدمة مواطنيها، الذين أسسوا عدة مئات من الشركات الصناعية والتجارية والمصرفية. أعيد بناء الكنائس للأرثوذكس الروس واللوثريين / البروتستانت الألمان والمسيحيين الكاثوليك البولنديين. كما أسس الرأسماليون الصينيون شركات خاصة في صناعة الجعة والطعام والمنسوجات. أصبحت هاربن المركز الاقتصادي لشمال شرق الصين ومدينة عالمية.
شكل النمو السريع للمدينة تحدياً لنظام الرعاية الصحية العامة. انتشر أسوأ انتشار للطاعون الرئوي تم تسجيله على الإطلاق إلى هاربن عبر السكك الحديدية العابرة لمنشوريا من ميناء التجارة الحدودي في مانتشولي. استمر الطاعون من أواخر خريف عام 1910 إلى ربيع عام 1911 وقتل 1500 من سكان هاربن (معظمهم من أصل صيني)، أو حوالي خمسة بالمائة من سكانها في ذلك الوقت. تبين أن هذا كان بداية ما يسمى وباء طاعون منشوريا الكبير الذي أودى بحياة 60.000 ضحية في النهاية. في شتاء عام 1910، تلقى الدكتور وو لين تيه (مؤسس جامعة هاربن الطبية لاحقًا) تعليمات من وزارة الخارجية، بكين، للسفر إلى هاربن للتحقيق في الطاعون. وطالب الدكتور وو بعقوبة إمبراطورية لحرق ضحايا الطاعون، حيث تبين أن حرق هؤلاء الضحايا المصابين كان نقطة تحول في الوباء. أدى قمع جائحة الطاعون هذا إلى تغيير التقدم الطبي في الصين. تم بناء التماثيل البرونزية للدكتور وو لين تيه في جامعة هاربن الطبية لتذكر مساهماته في تعزيز الصحة العامة والطب الوقائي والتعليم الطبي.
كان الجيل الأول من الهاربن الروس في الغالب بناة وموظفو سكة حديد شرق الصين. انتقلوا إلى هاربن للعمل في السكك الحديدية. في ذلك الوقت لم تكن هاربن مدينة قائمة. تم بناء المدينة تقريبًا من الصفر بواسطة البناة والمستوطنين الأوائل. تم بناء المنازل، وجلب الأثاث والأغراض الشخصية من روسيا. بعد وباء طاعون منشوريا، استمر عدد سكان هاربن في الزيادة بشكل حاد، لا سيما داخل منطقة السكك الحديدية الصينية الشرقية. في عام 1913، أظهر تعداد سكك حديد شرق الصين تكوينها العرقي على النحو التالي: الروس - 34313 صيني (بما في ذلك هانز ومانشو وما إلى ذلك) - 23.537 يهوديًا - 5032 بولنديا - 2556، ياباني - 696، الألمان - 564، التتار - 234، لاتفيا - 218، من الجورجيين - 183، الإستونيون - 172، ليتوانيا - 142 أرمني - 124 ؛ كان هناك أيضًا كرم، وأوكرانيون، وبشكير، وبعض الأوروبيين الغربيين. في المجموع، 68549 مواطنًا من 53 جنسية يتحدثون 45 لغة. تظهر الأبحاث أن 11.5 في المائة فقط من جميع السكان ولدوا في هاربن. بحلول عام 1917، تجاوز عدد سكان هاربن 100000، أكثر من 40.000 منهم من أصل روسي.

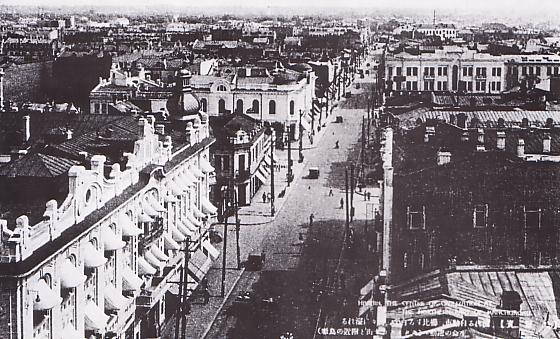
شارع كيتايسكايا هباربين من (الروسية ل «وول الصينية»)، والآن تشونغيانغ شارع (الصينية ل «شارع الوسطى»)، قبل عام 1945

بعد ثورة أكتوبر الاشتراكية الروسية العظمى في نوفمبر 1917، هزم أكثر من 100000 الحرس الأبيض الروسي وتراجع اللاجئون إلى هاربن، التي أصبحت مركزًا رئيسيًا للمهاجرين الروس البيض وأكبر جيب روسي خارج الاتحاد السوفيتي. لاحظ كارلينسكي أن الاختلاف الرئيسي مع المهاجرين الروس الذين وصلوا إلى هاربن هو: «على عكس المهاجرين الروس الذين ذهبوا إلى باريس أو براغ أو حتى إلى شنغهاي، لم يكن سكان هاربن الجدد أقلية محاطة بسكان أجانب. وجدوا أنفسهم بدلا من ذلك في مدينة تقريبا الروسية تماما، يسكنها أساسا أشخاص الذين يعانون من جذور في جنوب روسيا الأوروبية».  وكانت المدينة نظام المدرسة الروسية، وكذلك ناشري الصحف الروسية اللغة والمجلات. بلغ تعداد مجتمع هاربن  حوالي 120.000 في ذروته في أوائل عشرينيات القرن الماضي. كان العديد من الروس في هاربن أثرياء، الأمر الذي أربك أحيانًا الزوار الأجانب الذين توقعوا أن يكونوا فقراء، على سبيل المثال، كتب الكاتب الأمريكي هاري إيه فرانك في كتابه عام 1923 تجول في شمال الصين «السيدات الروسيات اللائي يرتدين ملابس جيدة كما في سباقات باريس. [الذين] تجولوا مع رجال يرتدون الزي الأوروبي دون عيب»، مما دفعه إلى التساؤل كيف حققوا هذا«المظهر المخادع». 
تأسس معهد هاربن للتكنولوجيا في عام 1920 باسم مدرسة هاربن الصينية الروسية للصناعة لتعليم مهندسي السكك الحديدية من خلال طريقة التدريس الروسية. يمكن للطلاب الاختيار من بين تخصصين في ذلك الوقت: إنشاءات السكك الحديدية أو الهندسة الميكانيكية الكهربائية. في 2 أبريل 1922، تم تغيير اسم المدرسة إلى الجامعة الصناعية الصينية الروسية. تطورت التخصصان الأصليان في النهاية إلى قسمين رئيسيين: قسم إنشاء السكك الحديدية وقسم الهندسة الكهربائية. بين عامي 1925 و 1928 كان رئيس الجامعة ليونيد ألكساندروفيتش أوستروجوف، نائب وزير السكك الحديدية الروسي في عهد نيكولاس الثاني قبل الثورة الروسية، ووزير السكك الحديدية في حكومة الأدميرال كولتشاك وشخصية رئيسية في تطوير السكك الحديدية الصينية الشرقية.
جعل المجتمع الروسي في هاربن مهمتهم الحفاظ على ثقافة ما قبل الثورة في روسيا. كان في المدينة العديد من الصحف والمجلات والمكتبات والمسارح باللغة الروسية وشركتي أوبرا.  وكان من بين الشعراء الروسية الشهيرة في مدينة هاربن فاليري بيريليشين، الذي بدأ نشر له بشكل مكثف اشتهاء المماثل الشعر في عام 1937، وكان أيضا واحدة من عدد قليل من الكتاب الروس في هاربن الذين تعلموا الفصحى.  تسبب موضوع شعر بيريلين في مشاكل مع الحزب الفاشي الروسي، ودفع بيريليشين لمغادرة هاربن إلى شنغهاي، وفي النهاية إلى الولايات المتحدة.  لم تكن كل الصحف الروسية ذات جودة عالية، حيث وصف كارلينسكي ناش بوض، صحيفة الحزب الفاشي الروسي بأنها «أدنى مثال على صحافة الميزاب التي شهدها هاربن على الإطلاق».  اشتهر نيكولاي بايكوف، وهو كاتب روسي في هاربن، برواياته عن حياة المنفى في تلك المدينة جنبًا إلى جنب مع رواياته عن رحلاته عبر منشوريا والفولكلور لسكان المانشو والصينيين.  بوريس يولسكي، كاتب روسي شاب نشر قصصه القصيرة في صحيفة روبيج، كان يعتبر كاتبًا واعدًا انقطعت حياته المهنية عندما تخلى عن الأدب بسبب نشاطه في الحزب الفاشي الروسي وإدمان الكوكايين.  مويا تيويا (لغتي - لغتك)، وهي لغة مبسطة كانت مزيجًا من الروسية والصينية الماندرين التي تطورت في القرن التاسع عشر عندما ذهب الصينيون للعمل في سيبيريا، كانت تعتبر ضرورية من قبل رجال الأعمال الصينيين في هاربن. 
في أوائل عشرينيات القرن الماضي، وفقًا للدراسات الحديثة للعلماء الصينيين، عاش أكثر من 20 ألف يهودي في هاربن. بعد عام 1919، لعب الدكتور أبراهام كوفمان دورًا رائدًا في الجالية اليهودية الروسية الكبيرة في هاربن. أوقفت جمهورية الصين العلاقات الدبلوماسية مع الاتحاد السوفيتي في عام 1920، مما جعل العديد من الروس يجدون أنفسهم عديمي الجنسية. عندما أعلنت الحكومة والسكك الحديدية الصينية الشرقية في بكين في عام 1924 أنهما اتفقتا على أن السكك الحديدية لن توظف سوى المواطنين الروس أو الصينيين، أُجبر المهاجرون على إعلان ولائهم العرقي والسياسي. وافق معظمهم على الجنسية السوفيتية.
استولى أمير الحرب الصيني تشانغ شويليانغ، «المارشال الشاب» على سكة حديد شرق الصين في عام 1929. أنهت القوة العسكرية السوفيتية بسرعة الأزمة وأجبرت القوميين الصينيين على قبول استعادة الإدارة السوفيتية الصينية المشتركة للسكك الحديدية.

### فترة الغزو الياباني
غزت اليابان منشوريا مباشرة بعد حادثة موكدين في سبتمبر 1931. بعد أن استولى اليابانيون على تشيتشيهار في حملة جيانغكياو، تحرك اللواء المختلط الياباني الرابع نحو هاربن، ليغلق من الغرب والجنوب. أجبر القصف والقصف من قبل الطائرات اليابانية الجيش الصيني على التراجع عن هاربن. في غضون ساعات قليلة، اكتمل الاحتلال الياباني لهاربن.

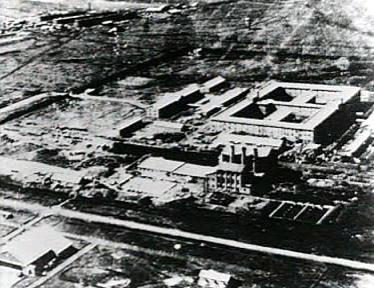
مقر وحدة البحث والتطوير السرية للحرب البيولوجية والكيميائية التابعة للجيش الإمبراطوري الياباني (الوحدة 731)

مع إنشاء دولة مانشوكو العميلة، بدأ ما يسمى بـ «تهدئة مانشوكو»، حيث واصلت الجيوش المتطوعين محاربة اليابانيين. أصبحت هاربن قاعدة عمليات رئيسية للمُجرِّبين الطبيين سيئي السمعة في الوحدة 731، الذين قتلوا الناس من جميع الأعمار والأعراق. عُرفت كل هذه الوحدات مجتمعة باسم إدارة الوقاية من الأوبئة وتنقية المياه التابعة لجيش كوانتونغ . تم بناء المرفق الرئيسي للوحدة 731 في عام 1935 في منطقة بينغفانغ، حوالي 24 كيلومتر (15 ميل) جنوب منطقة هاربن الحضرية في ذلك الوقت. ما بين 3000 و 12000 مواطن بما في ذلك الرجال والنساء والأطفال  - من بينهم حوالي 600 كل عام تم توفيرها من قبل كيمبيتاي  - لقوا حتفهم خلال التجارب البشرية التي أجرتها الوحدة 731 في المعسكر الموجود في بينغفانغ وحدها، والتي لا تشمل الضحايا من مواقع التجارب الطبية الأخرى. ما يقرب من 70 في المائة من الضحايا الذين لقوا حتفهم في معسكر بينغفانغ كانوا من الصينيين، بمن فيهم المدنيون والعسكريون. وكان ما يقرب من 30 في المائة من الضحايا من الروس. كان على الحزب الفاشي الروسي مهمة إلقاء القبض على الروس «غير الموثوق بهم» الذين يعيشون في هاربن لتسليمهم إلى الوحدة 731 ليكونوا أشخاصًا غير راغبين في التجارب المروعة. كان البعض الآخر من جنوب شرق آسيا وجزر المحيط الهادئ من مستعمرات إمبراطورية اليابان آنذاك، وعدد قليل من أسرى الحرب من الحلفاء في الحرب العالمية الثانية  (على الرغم من أن العديد من أسرى الحلفاء كانوا ضحايا للوحدة 731 في مواقع أخرى). تعرض أسرى الحرب للتشريح الحي بدون تخدير بعد إصابتهم بأمراض مختلفة. تم حقن السجناء بلقاحات مرضية متنكرة كلقاحات لدراسة آثارها. شاركت الوحدة 731 والوحدات التابعة لها (الوحدة 1644 والوحدة 100 من بين آخرين) في البحث والتطوير والنشر التجريبي لأسلحة الحرب البيولوجية التي تخلق الأوبئة في هجمات ضد السكان الصينيين (المدنيين والعسكريين) طوال الحرب العالمية الثانية. كما تم استخدام الأهداف البشرية لاختبار القنابل اليدوية الموضوعة على مسافات مختلفة وفي مواقع مختلفة. تم اختبار قاذفات اللهب على البشر. تم ربط البشر بأوتاد واستخدموا كأهداف لاختبار القنابل التي تطلق الجراثيم والأسلحة الكيماوية والقنابل المتفجرة. تم العثور على اثني عشر من أعضاء الوحدة 731 مذنبين في محاكمات جرائم الحرب في خاباروفسك لكنهم أعيدوا إلى الوطن فيما بعد؛ تلقى آخرون حصانة سرية من قبل القائد الأعلى لقوات الحلفاء دوغلاس ماك آرثر أمام محكمة جرائم الحرب في طوكيو مقابل أعمال الحرب البيولوجية في الحرب الباردة للقوات الأمريكية.

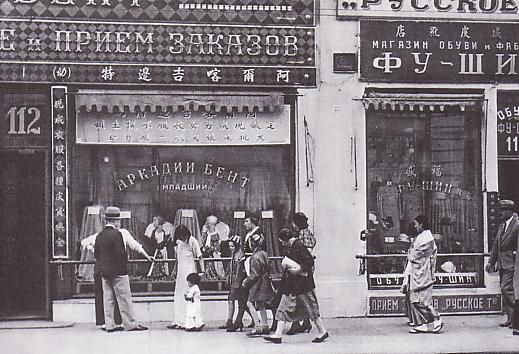
ثلاث جنسيات مختلفة - الصينية واليابانية والروسية - في شارع كيتيسكايا

واصل الثوار الصينيون، بما في ذلك تشاو شنزي ويانغ جينغيو ولي تشولين وتشاوي مان، النضال ضد اليابانيين في هاربن والمنطقة الإدارية، حيث قادوا جيش العصابات الرئيسي المناهض لليابان - جيش الشمال الشرقي المتحد المناهض لليابان - الذي نظمه منشوريا في الأصل فرع الحزب الشيوعي الصيني. تم دعم الجيش من قبل الكومنترن بعد حل لجنة مقاطعة منشوريا للحزب الشيوعي الصيني في عام 1936.

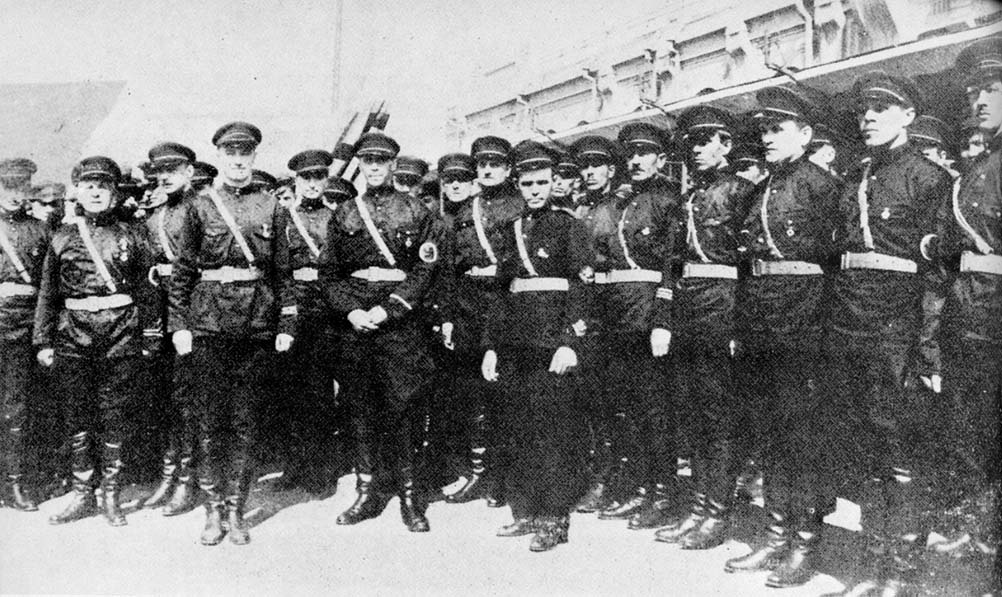
القمصان السوداء للحزب الفاشي الروسي المناهض للشيوعية، المستوحاة من الفاشية الإيطالية، في محطة سكة حديد هاربن، 1934، في انتظار وصول زعيمهم كونستانتين رودزايفسكي

في ظل نظام مانشوكو والاحتلال الياباني، واجه الروس هاربن أوقاتًا صعبة. في عام 1935، باع الاتحاد السوفيتي السكك الحديدية الصينية الشرقية (KVZhD) لليابانيين، وغادر العديد من المهاجرين الروس هاربن (تم القبض على 48133 منهم أثناء التطهير السوفيتي العظيم بين عامي 1936 و 1938 باسم «جواسيس يابانيين» ). عاد معظم الروس المغادرين إلى الاتحاد السوفيتي، لكن عددًا كبيرًا انتقل جنوبًا إلى شنغهاي أو هاجر إلى الولايات المتحدة وأستراليا. بحلول نهاية الثلاثينيات، انخفض عدد سكان هاربن الروس إلى حوالي 30.000.
فر العديد من يهود هاربن (13000 في عام 1929) بعد الاحتلال الياباني حيث ارتبط اليابانيون ارتباطًا وثيقًا بالفاشيين الروس المناهضين للسوفيات، والذين كانت أيديولوجيتهم المناهضة للبلشفية والقومية مليئة بمعاداة السامية الشديدة. قام جيش كوانتونغ برعاية وتمويل الحزب الفاشي الروسي، والذي بدأ بعد عام 1932 في لعب دور كبير في مجتمع هاربن الروسي حيث بدأ البلطجية التابعون له في تسخير وقتل المعارضين له في بعض الأحيان. غادر معظم اليهود إلى شنغهاي وتيانجين والانتداب البريطاني على فلسطين. في أواخر الثلاثينيات، انتقل بعض اليهود الألمان الفارين من النازيين إلى هاربن. قام المسؤولون اليابانيون في وقت لاحق بتسهيل الهجرة اليهودية إلى عدة مدن في غرب اليابان، ولا سيما كوبي، التي أصبحت تضم أكبر كنيس يهودي في اليابان.

### بعد الحرب العالمية الثانية

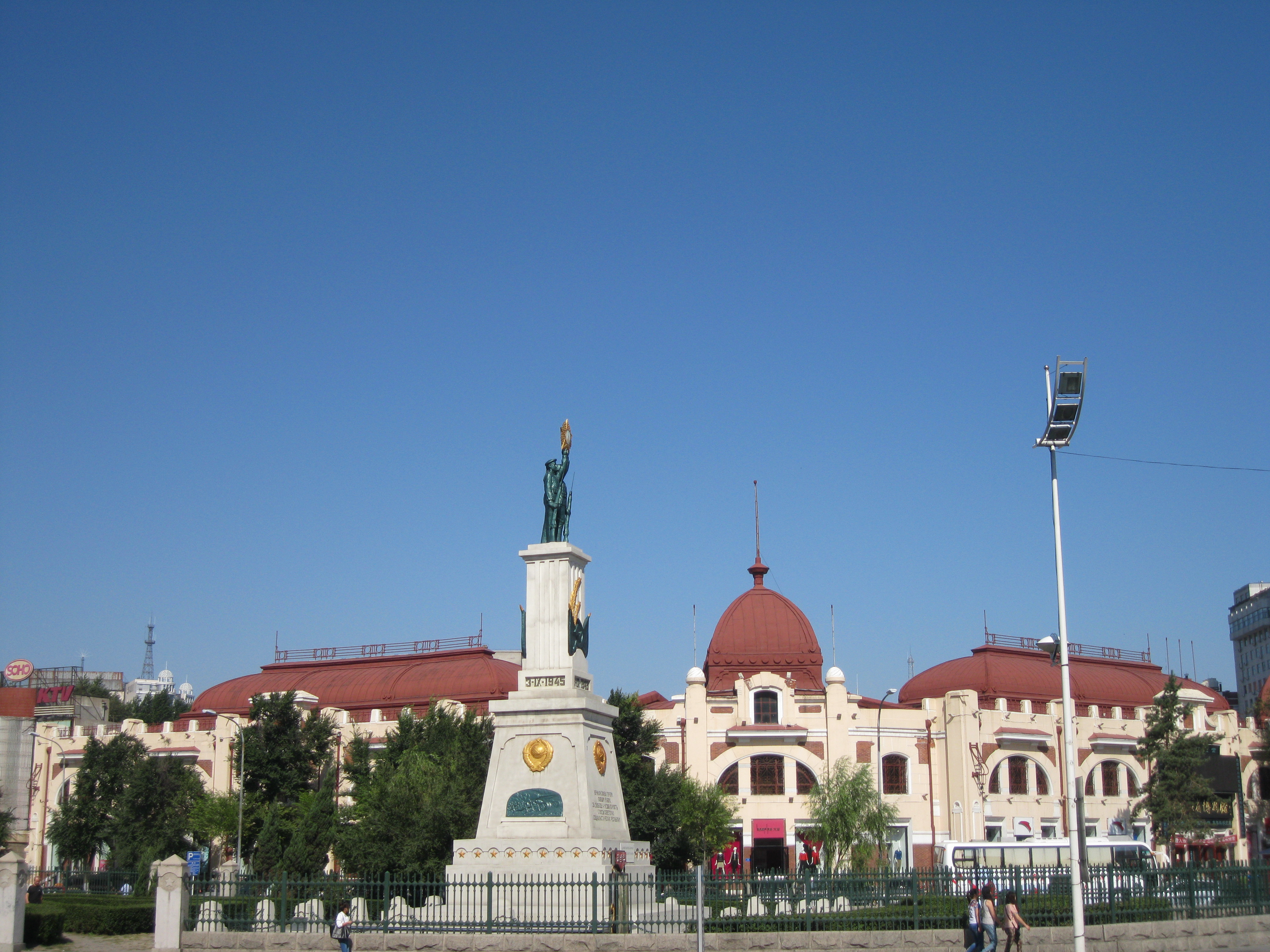
نصب تذكاري للجنود السوفيت في منطقة نانغانغ في هاربن، بناه الجيش الأحمر السوفيتي في عام 1945

استولى الجيش السوفيتي على المدينة في 20 أغسطس 1945  ولم تخضع هاربن أبدًا لسيطرة الحكومة القومية، التي أوقفت قواتها 60 كيلومتر (37 ميل) مسافة قصيرة من المدينة. تم نقل إدارة المدينة من قبل الجيش السوفيتي المغادر إلى جيش التحرير الشعبي الصيني في أبريل 1946. في 28 أبريل 1946، تم إنشاء الحكومة الشيوعية في هاربن، مما جعل 700000 مواطن المدينة أول مدينة كبيرة يحكمها الشيوعيون. خلال فترة الاحتلال القصيرة للجيش السوفيتي لمدينة هاربن (أغسطس 1945 إلى أبريل 1946)، تم ترحيل الآلاف من المهاجرين الروس الذين تم تحديدهم على أنهم أعضاء في الحزب الفاشي الروسي وفروا من الشيوعية بعد ثورة أكتوبر الروسية،  الاتحاد السوفييتي. بعد عام 1952، أطلق الاتحاد السوفيتي موجة ثانية من الهجرة إلى روسيا. بحلول عام 1964، انخفض عدد السكان الروس في هاربن إلى 450. هاجر باقي المجتمع الأوروبي (الروس والألمان والبولنديون واليونانيون، إلخ) خلال الأعوام 1950-54 إلى أستراليا والبرازيل وكندا وإسرائيل والولايات المتحدة، أو تمت إعادتهم إلى بلدانهم الأصلية. بحلول عام 1988، بلغ عدد الجالية الروسية الأصلية ثلاثين فقط، وجميعهم من كبار السن. انتقل الروس المعاصرون الذين يعيشون في هاربن إلى هناك في الغالب في التسعينيات والعقد الأول من القرن الحادي والعشرين، ولا علاقة لهم بالموجة الأولى من الهجرة.
كانت هاربن واحدة من مدن البناء الرئيسية في الصين خلال فترة الخطة الخمسية الأولى من 1951 إلى 1956. تم إنشاء 13 من أصل 156 مشروعًا إنشائيًا رئيسيًا بمساعدة الاتحاد السوفيتي في هاربن. جعل هذا المشروع هاربن قاعدة صناعية مهمة في الصين. خلال القفزة العظيمة للأمام من عام 1958 إلى عام 1961، شهدت هاربن دورة تطوير معقدة للغاية حيث تم إلغاء العديد من العقود الصينية السوفيتية من قبل الاتحاد السوفيتي. خلال الثورة الثقافية تم اقتلاع العديد من الأشياء الأجنبية والمسيحية. في 23 أغسطس 1966، اقتحم الحرس الأحمر كاتدرائية القديس نيكولاس وأحرقوا أيقوناتها في الشوارع وهم يرددون شعارات معادية للأجانب قبل تدمير الكنيسة.  نظرًا لتعطل النظام الاقتصادي والاجتماعي الطبيعي بشكل خطير، عانى اقتصاد هاربن أيضًا من نكسات خطيرة. أحد الأسباب الرئيسية لهذه الانتكاسة هو تدهور العلاقات السوفييتية وتصاعد حرب فيتنام، أصبحت الصين قلقة من هجوم نووي محتمل. أمر ماو تسي تونغ بإخلاء المؤسسات العسكرية وغيرها من المؤسسات الحكومية الرئيسية بعيدًا عن الحدود الشمالية الشرقية، مع كون هاربن المنطقة الأساسية لهذه المنطقة، على الحدود مع الاتحاد السوفيتي. خلال عصر التنمية للجبهة الثالثة في الصين، تم نقل العديد من المصانع الكبرى في هاربن إلى المقاطعات الجنوبية الغربية بما في ذلك قانسو وسيشوان وهونان وقويتشو، حيث ستكون آمنة استراتيجيًا في حالة نشوب حرب محتملة. تم أيضًا نقل بعض الجامعات الرئيسية في الصين من هاربن، بما في ذلك أكاديمية هاربن العسكرية للهندسة (سلف جامعة تشانغشا الوطنية لتكنولوجيا الدفاع) ومعهد هاربن للتكنولوجيا (انتقل إلى تشونغتشينغ في عام 1969 وانتقل إلى هاربن في عام 1973).

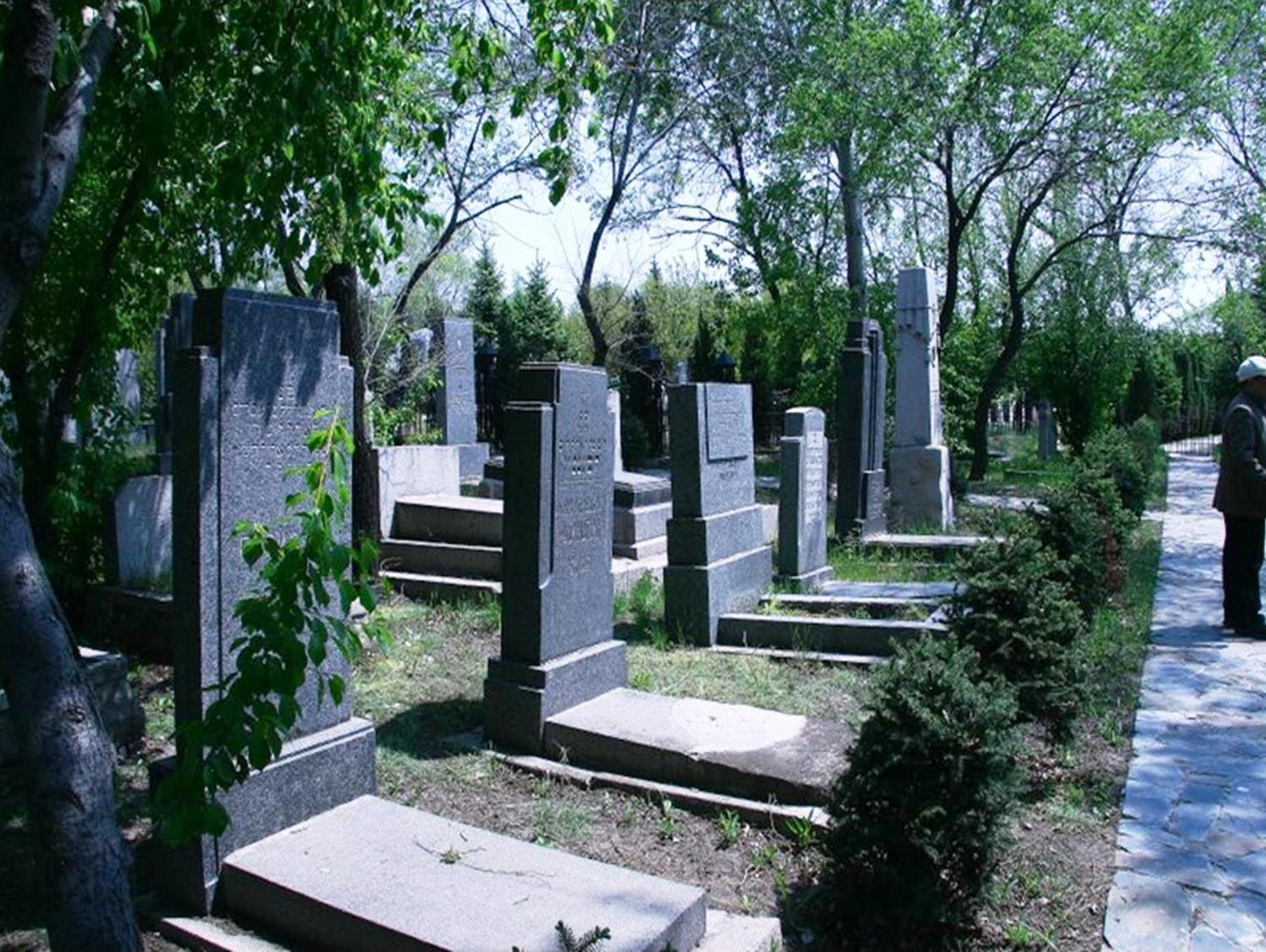
مقبرة هوانغ شان اليهودية في هاربن

حقق الاقتصاد الوطني والخدمة الاجتماعية إنجازات مهمة منذ إدخال الإصلاح الاقتصادي الصيني لأول مرة في عام 1979. تقيم هاربن معرض هاربن الاقتصادي والتجاري الدولي في الصين كل عام منذ عام 1990. كانت هاربن تضم واحدة من أكبر المجتمعات اليهودية في الشرق الأقصى قبل الحرب العالمية الثانية. بلغت ذروتها في منتصف عشرينيات القرن الماضي عندما عاش 25000 يهودي أوروبي في المدينة. وكان من بينهم والدا إيهود أولمرت، رئيس وزراء إسرائيل الأسبق. في عام 2004، جاء أولمرت إلى هاربن مع وفد تجاري إسرائيلي لزيارة قبر جده في مقبرة هوانغ شان اليهودية،  التي تم التعرف على أكثر من 500 مقبرة يهودية.
في 5 أكتوبر 1984، تم تصنيف هاربن كمدينة فرعية من قبل إدارة التنظيم باللجنة المركزية للحزب الشيوعي الصيني. كانت مقاطعات هاربن الثماني تشكل في الأصل جزءًا من محافظة سونغواجيانغ التي يقع مقرها عمليًا داخل منطقة هاربن الحضرية منذ عام 1972. تم دمج المحافظة رسميًا في مدينة هاربن في 11 أغسطس 1996، مما أدى إلى زيادة إجمالي عدد سكان هاربن إلى 9.47 مليون.
استضافت هاربن دورة الألعاب الآسيوية الشتوية الثالثة في عام 1996. في عام 2009، عقدت هاربن الدورة الجامعية الشتوية الرابعة والعشرين.
تم الكشف عن قاعة تذكارية لتكريم الوطني الكوري والناشط الاستقلالي  أهن جونغ جيون في محطة سكة حديد هاربن في 19 يناير 2014. اغتال آهن رئيس وزراء اليابان أربع مرات والمقيم العام السابق لكوريا إيتو هيروبومي في المنصة رقم 1 بمحطة سكة حديد هاربن في 26 أكتوبر 1909، حيث كانت كوريا على وشك الضم من قبل اليابان بعد توقيع معاهدة إيولسا. طرح رئيس كوريا الجنوبية بارك كون هي فكرة إقامة نصب تذكاري لآهن أثناء لقائه مع الرئيس الصيني شي جين بينغ خلال زيارة للصين في يونيو 2013. بعد ذلك بدأت الصين في بناء قاعة تذكارية لتكريم آن في محطة سكة حديد هاربن. عندما تم الكشف عن القاعة في 19 يناير 2014، سرعان ما قدم الجانب الياباني احتجاجًا إلى الصين على بناء قاعة آهن التذكارية.

## جغرافية

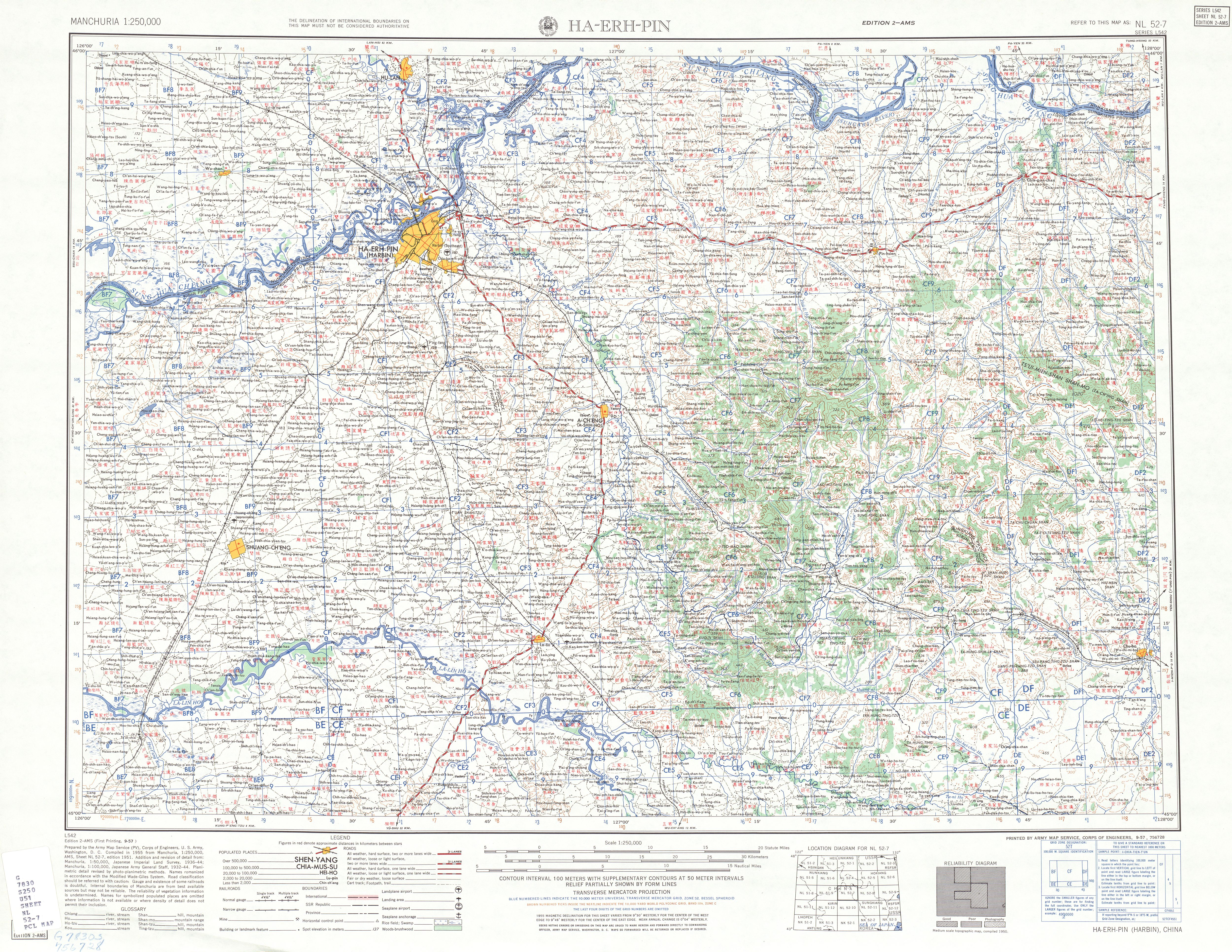
بما في ذلك خريطة هاربن (HA-ERH-PIN哈爾濱) (AMS، 1955)

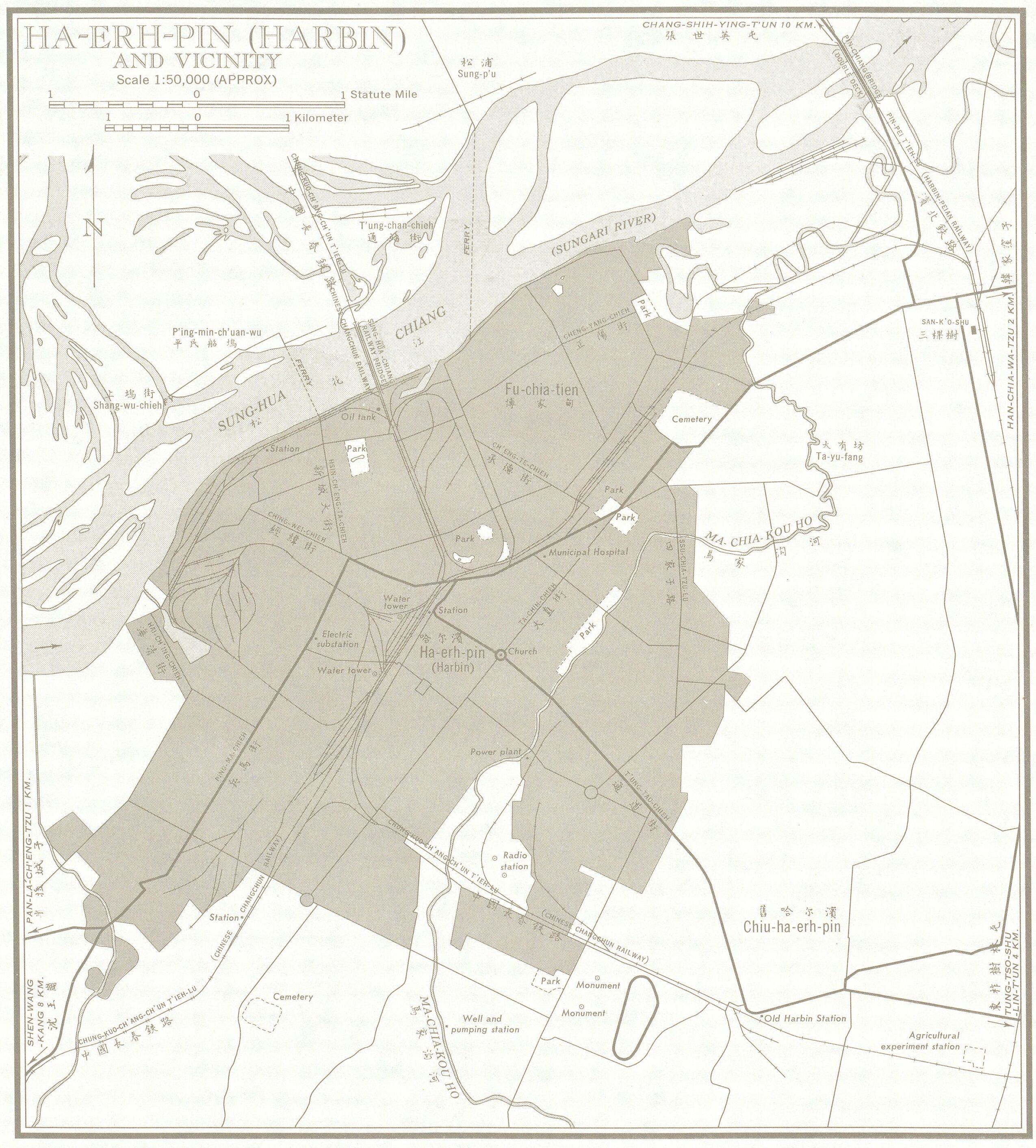
خريطة هاربن

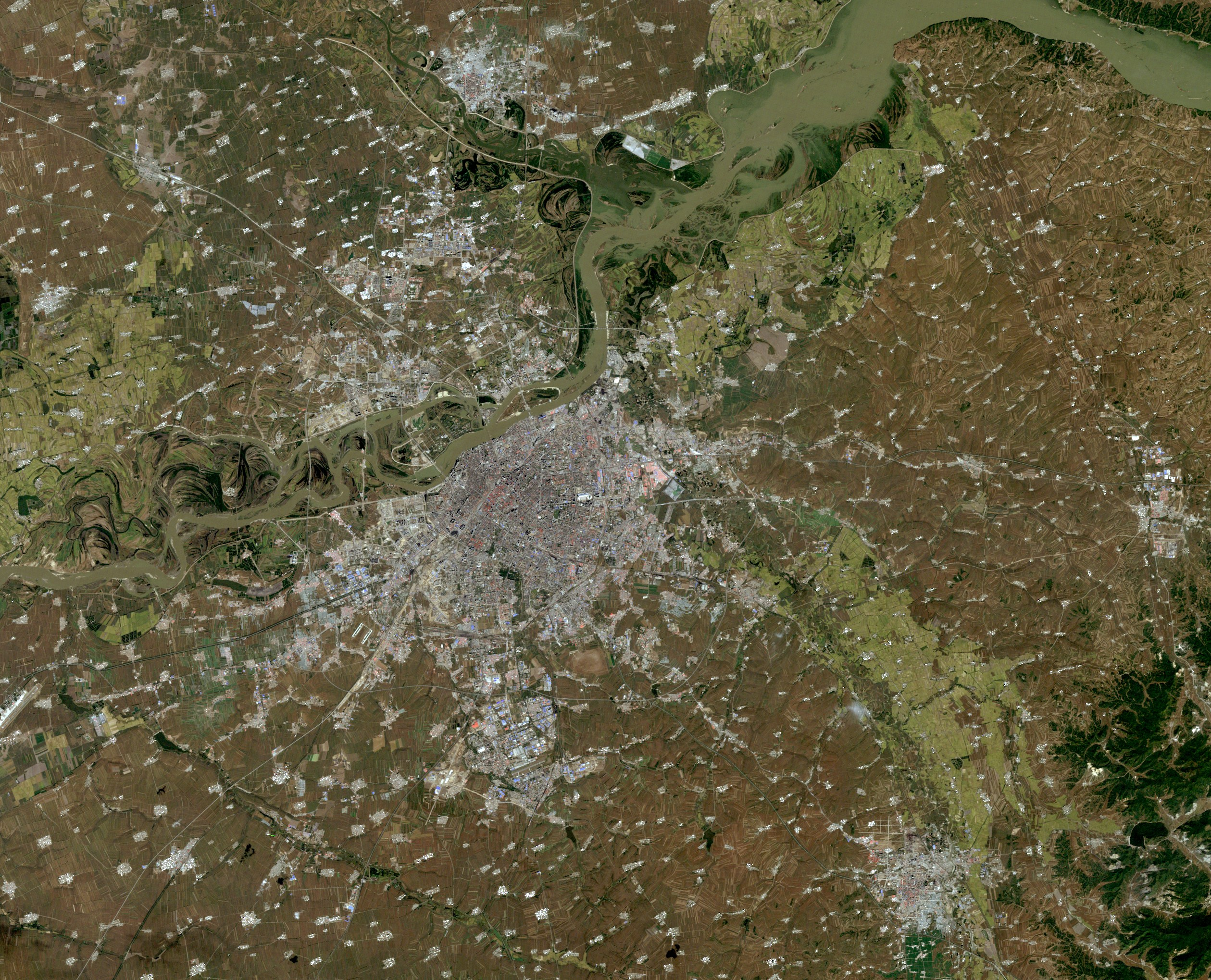
هاربن والمناطق المجاورة، صورة القمر الصناعي (LandSat-5)، 2010-09-22.

هاربن بمساحة 53,068 كيلومتر مربع (20,490 ميل2) في مقاطعة هيلونغجيانغ الجنوبية وهي عاصمة المقاطعة. تقع المحافظة أيضًا على الطرف الجنوبي الشرقي من سهل سونغنين، وهو جزء رئيسي من سهل شمال شرق الصين. يقع مركز المدينة أيضًا على الضفة الجنوبية لنهر سونغهوا الأوسط. تلقت هاربن لقبها اللؤلؤة على رقبة البجعة، لأن شكل هيلونغجيانغ يشبه البجعة. منطقتها الإدارية كبيرة إلى حد ما مع خط عرض يمتد 44 ° 04′ − 46 ° 40 ′ شمالاً، وخط طول 125 ° 42′ − 130 ° 10 'E. المدن المجاورة على مستوى المحافظة هي ييشون إلى الشمال، جياموسى وكيتايهي إلى الشمال الشرقي، ومودانجيانغ إلى الجنوب الشرقي، وداكينغ إلى الغرب، وسويهوا إلى الشمال الغربي. تقع مقاطعة جيلين على حدودها الجنوبية الغربية. التضاريس الرئيسية للمدينة بشكل عام مسطحة ومنخفضة، بمتوسط ارتفاع يبلغ حوالي 150 متر (490 قدم) . ومع ذلك، فإن الإقليم الذي يضم الأقسام العشر على مستوى المقاطعات في الجزء الشرقي من البلدية يتكون من جبال ومرتفعات. يحتوي الجزء الشرقي من محافظة هاربن أيضًا على أراضي رطبة واسعة النطاق، لا سيما في محافظة ييلان التي تقع في الطرف الجنوبي الغربي من سهل سانجيانغ.

### المناخ
تحت تصنيف مناخ كوبن، تتميز هاربن بمناخ قاري رطب متأثر بالرياح الموسمية (Dwa). نظرًا لارتفاع سيبيريا وموقعها فوق خط عرض 45 درجة شمالًا، تشتهر المدينة بطقسها البارد وشتائها الطويل. اسمها المستعار مدينة الثلج (بالإنجليزية: Ice city) هو اسم مستحق جيدًا، حيث أن الشتاء هنا جاف وبارد شديد البرودة، على مدار 24 ساعة في يناير من −17.6 °م (0.3 °ف)، على الرغم من أن المدينة تشهد القليل من الأمطار خلال فصل الشتاء وغالبًا ما تكون مشمسة. يشكل الربيع والخريف فترات انتقالية قصيرة مع اتجاهات رياح متغيرة. يمكن أن يكون الصيف حارًا، حيث يبلغ متوسط درجة الحرارة في يوليو 23.1 °م (73.6 °ف) . الصيف أيضًا هو الوقت الذي تهطل فيه معظم الأمطار في العام، وأكثر من نصف هطول الأمطار السنوي، عند 538 مليمتر (21.2 بوصة)، يحدث في شهري يوليو وأغسطس وحدهما. مع نسبة سطوع الشمس المحتملة الشهرية التي تتراوح من 52 في المائة في ديسمبر إلى 63 في المائة في مارس، تتلقى المدينة 2571 ساعة من أشعة الشمس الساطعة سنويًا ؛ على متوسط هطول الأمطار يقع 104 أيام في السنة. المتوسط السنوي لدرجة الحرارة هو +4.86 °م (40.7 °ف)، وتراوحت درجات الحرارة القصوى من −42.6 °م (−45 °ف) إلى 39.2 °م (103 °ف) .
| مخطط المناخ هاربن | مخطط المناخ هاربن | مخطط المناخ هاربن | مخطط المناخ هاربن | مخطط المناخ هاربن | مخطط المناخ هاربن | مخطط المناخ هاربن | مخطط المناخ هاربن | مخطط المناخ هاربن | مخطط المناخ هاربن | مخطط المناخ هاربن | مخطط المناخ هاربن |
| --- | ----------------- | ----------------- | ----------------- | ----------------- | ----------------- | ----------------- | ----------------- | ----------------- | ----------------- | ----------------- | ----------------- |
| 01 | 02                | 03                | 04                | 05                | 06                | 07                | 08                | 09                | 10                | 11                | 12                |
| 4.2 -12 -23 | 4.9 -6 -18        | 12 3 -9           | 20 14 1           | 39 22 9           | 88 27 15          | 148 28 19         | 123 27 17         | 56 21 9           | 23 12 1           | 13 -0 -10         | 6.9 -9 -19        |
| متوسط درجة-الحرارة °س مجاميع الهطل مم |                   |                   |                   |                   |                   |                   |                   |                   |                   |                   |                   |
| بالوحدات الإنكليزية \| 01 \| 02 \| 03 \| 04 \| 05 \| 06 \| 07 \| 08 \| 09 \| 10 \| 11 \| 12 \| \| 0.2 10 -9 \| 0.2 21 -1 \| 0.5 37 17 \| 0.8 57 35 \| 1.5 71 48 \| 3.5 80 59 \| 5.8 82 65 \| 4.8 80 62 \| 2.2 70 49 \| 0.9 54 34 \| 0.5 32 15 \| 0.3 15 -2 \| \| متوسط درجة-الحرارة °ف مجاميع الهطول ″ \| \| \| \| \| \| \| \| \| \| \| \| |                   |                   |                   |                   |                   |                   |                   |                   |                   |                   |                   |
| 01 | 02                | 03                | 04                | 05                | 06                | 07                | 08                | 09                | 10                | 11                | 12                |
| 0.2 10 -9 | 0.2 21 -1         | 0.5 37 17         | 0.8 57 35         | 1.5 71 48         | 3.5 80 59         | 5.8 82 65         | 4.8 80 62         | 2.2 70 49         | 0.9 54 34         | 0.5 32 15         | 0.3 15 -2         |
| متوسط درجة-الحرارة °ف مجاميع الهطول ″ |                   |                   |                   |                   |                   |                   |                   |                   |                   |                   |                   |

يظهر الجدول التالي التغييرات المناخية على مدار السنة لهاربن:
| البيانات المناخية لـهاربن | البيانات المناخية لـهاربن | البيانات المناخية لـهاربن | البيانات المناخية لـهاربن | البيانات المناخية لـهاربن | البيانات المناخية لـهاربن | البيانات المناخية لـهاربن | البيانات المناخية لـهاربن | البيانات المناخية لـهاربن | البيانات المناخية لـهاربن | البيانات المناخية لـهاربن | البيانات المناخية لـهاربن | البيانات المناخية لـهاربن | البيانات المناخية لـهاربن |
| الشهر | يناير                     | فبراير                    | مارس                      | أبريل                     | مايو                      | يونيو                     | يوليو                     | أغسطس                     | سبتمبر                    | أكتوبر                    | نوفمبر                    | ديسمبر                    | المعدل السنوي             |
| --- | ------------------------- | ------------------------- | ------------------------- | ------------------------- | ------------------------- | ------------------------- | ------------------------- | ------------------------- | ------------------------- | ------------------------- | ------------------------- | ------------------------- | ------------------------- |
| الدرجة القصوى °م (°ف) | 4.2 (39.6)                | 9.9 (49.8)                | 20.7 (69.3)               | 29.4 (84.9)               | 34.6 (94.3)               | 36.7 (98.1)               | 39.2 (102.6)              | 35.6 (96.1)               | 31.0 (87.8)               | 26.5 (79.7)               | 17.2 (63.0)               | 8.5 (47.3)                | 39.2 (102.6)              |
| متوسط درجة الحرارة الكبرى °م (°ف)                                                                                                  | −12.0 (10.4)              | −6.3 (20.7)               | 2.8 (37.0)                | 14.0 (57.2)               | 21.5 (70.7)               | 26.5 (79.7)               | 27.8 (82.0)               | 26.5 (79.7)               | 21.2 (70.2)               | 12.3 (54.1)               | −0.1 (31.8)               | −9.2 (15.4)               | 10.4 (50.7)               |
| المتوسط اليومي °م (°ف) | −17.6 (0.3)               | −12.4 (9.7)               | −2.8 (27.0)               | 7.8 (46.0)                | 15.3 (59.5)               | 21.0 (69.8)               | 23.1 (73.6)               | 21.6 (70.9)               | 15.1 (59.2)               | 6.4 (43.5)                | −4.9 (23.2)               | −14.3 (6.3)               | 4.9 (40.7)                |
| متوسط درجة الحرارة الصغرى °م (°ف)                                                                                                  | −22.9 (−9.2)              | −18.3 (−0.9)              | −8.5 (16.7)               | 1.4 (34.5)                | 8.8 (47.8)                | 15.2 (59.4)               | 18.6 (65.5)               | 16.9 (62.4)               | 9.3 (48.7)                | 0.9 (33.6)                | −9.5 (14.9)               | −19.0 (−2.2)              | −0.6 (30.9)               |
| أدنى درجة حرارة °م (°ف) | −38.1 (−36.6)             | −33.7 (−28.7)             | −28.4 (−19.1)             | −12.8 (9.0)               | −3.8 (25.2)               | 4.6 (40.3)                | 9.5 (49.1)                | 6.6 (43.9)                | −4.8 (23.4)               | −16.2 (2.8)               | −26.5 (−15.7)             | −35.7 (−32.3)             | −42.6 (−44.7)             |
| الهطول مم (إنش) | 4.2 (0.17)                | 4.9 (0.19)                | 11.9 (0.47)               | 20.1 (0.79)               | 39.3 (1.55)               | 88.2 (3.47)               | 147.8 (5.82)              | 122.6 (4.83)              | 56.3 (2.22)               | 23.0 (0.91)               | 12.7 (0.50)               | 6.9 (0.27)                | 537.9 (21.19)             |
| متوسط أيام هطول الأمطار (≥ 0.1 mm)                                                                                                 | 5.8                       | 5.7                       | 5.7                       | 6.7                       | 10.3                      | 13.5                      | 14.2                      | 12.3                      | 9.9                       | 7.1                       | 6.0                       | 7.2                       | 104.4                     |
| متوسط الرطوبة النسبية (%) | 71                        | 66                        | 55                        | 48                        | 51                        | 62                        | 76                        | 78                        | 69                        | 61                        | 63                        | 69                        | 64                        |
| ساعات سطوع الشمس الشهرية | 155.9                     | 179.9                     | 230.9                     | 231.4                     | 264.1                     | 260.2                     | 254.2                     | 247.2                     | 230.5                     | 206.8                     | 170.2                     | 139.9                     | 2٬571٫2                   |
| نسبة وصول أشعة الشمس | 56                        | 62                        | 63                        | 57                        | 58                        | 56                        | 54                        | 57                        | 61                        | 61                        | 60                        | 52                        | 58                        |
| متوسط مؤشر الأشعة فوق البنفسجية | 1                         | 2                         | 3                         | 4                         | 6                         | 7                         | 8                         | 7                         | 5                         | 3                         | 1                         | 1                         | 4                         |
| المصدر: إدارة الأرصاد الجوية الصينية (بيانات أشعة الشمس 1971-2000) ، حالة الطقس في الصين (أيام هطول الأمطار 1971–2000) وأطلس الطقس |                           |                           |                           |                           |                           |                           |                           |                           |                           |                           |                           |                           |                           |

## التقسيمات الإدارية
تتمتع مدينة هاربن شبه الإقليمية بسلطة قضائية مباشرة على 9 مناطق ومدينتين على مستوى المحافظة و 7 مقاطعات.
| خريطة | خريطة      | خريطة               | خريطة         | خريطة         | خريطة     | خريطة     | خريطة     | خريطة           | خريطة             | خريطة     |           |
| --- | ---------- | ------------------- | ------------- | ------------- | --------- | --------- | --------- | --------------- | ----------------- | --------- | --------- |
| Daoli Nangang Daowai Pingfang Songbei Xiangfang Hulan أتشنغ Shuangcheng [[Yilan County\|Yilan County]] ‏ [[Fangzheng County\|Fangzheng County]] ‏ [[Bin County\|Bin County]] ‏ [[Bayan County\|Bayan County]] ‏ [[Mulan County\|Mulan County]] ‏ [[Tonghe County\|Tonghe County]] ‏ [[Yanshou County\|Yanshou County]] ‏ Shangzhi (city) Wuchang (city) |            |                     |               |               |           |           |           |                 |                   |           |           |
| كود | تقسيم      | المساحة بالكيلو متر | السكان (2010) | الرقم البريدي | التقسيمات | التقسيمات | التقسيمات | التقسيمات       | التقسيمات         | التقسيمات | التقسيمات |
| كود | تقسيم      | المساحة بالكيلو متر | السكان (2010) | الرقم البريدي | النواحي   | المدن     | البلدات   | البلدات العرقية | المجتمعات السكنية | القرى     |           |
| 230100 | هاربن      | 53,523.5            | 10,635,971    | 150000        | 131       | 107       | 62        | 12              | 850               | 1879      |           |
| 230102 | داولي      | 479.2               | 923,762       | 150000        | 20        | 3         |           |                 | 116               | 37        |           |
| 230103 | نانغانغ    | 182.9               | 1,343,857     | 150000        | 18        | 1         | 1         | 1               | 169               | 20        |           |
| 230104 | داواي      | 618.6               | 906,421       | 150000        | 22        | 4         |           |                 | 114               | 38        |           |
| 230108 | بينغفانغ   | 98.0                | 190,253       | 150000        | 6         | 2         |           |                 | 25                | 11        |           |
| 230109 | سونغبى     | 736.3               | 236,848       | 150000        | 7         | 2         |           |                 | 33                | 48        |           |
| 230110 | شيانغفانغ  | 339.5               | 916,408       | 150000        | 20        | 4         |           |                 | 117               | 46        |           |
| الضواحي |            |                     |               |               |           |           |           |                 |                   |           |           |
| 230111 | هولان      | 2,185.9             | 764,534       | 150500        | 16        | 7         | 3         |                 | 48                | 170       |           |
| 230112 | أتشنغ      | 2,452.1             | 596,856       | 150300        | 12        | 7         |           |                 | 76                | 108       |           |
| 230113 | شوانغتشينغ | 3,112.0             | 825,634       | 150100        | 10        | 6         | 11        | 5               | 18                | 246       |           |
| مدن الأقمار الصناعية |            |                     |               |               |           |           |           |                 |                   |           |           |
| 230183 | شنغهاي     | 8,824.9             | 585,386       | 150600        |           | 10        | 7         | 2               | 21                | 163       |           |
| 230184 | ووتشانغ    | 7,502.0             | 881,224       | 150200        |           | 12        | 12        | 3               | 21                | 261       |           |
| ريفي |            |                     |               |               |           |           |           |                 |                   |           |           |
| 230123 | ييلان      | 4,616.0             | 388,319       | 154800        |           | 6         | 3         | 1               | 12                | 132       |           |
| 230124 | فانغ تشنغ  | 2,968.6             | 203,853       | 150800        |           | 4         | 4         |                 | 15                | 67        |           |
| 230125 | بن         | 3,844.7             | 551,271       | 150400        |           | 12        | 5         |                 | 5                 | 143       |           |
| 230126 | بيان       | 3,137.7             | 590,555       | 151800        |           | 10        | 8         |                 | 35                | 116       |           |
| 230127 | مولان      | 3,600.0             | 277,685       | 151900        |           | 6         | 2         |                 | 7                 | 86        |           |
| 230128 | تونغ       | 5,675.5             | 210,650       | 150900        |           | 6         | 2         |                 | 6                 | 81        |           |
| 230129 | يانشو      | 3,149.6             | 242,455       | 150700        |           | 5         | 4         |                 | 12                | 106       |           |

## اقتصاد
هاربن لديها أكبر اقتصاد في مقاطعة هيلونغجيانغ. في عام 2013، بلغ إجمالي الناتج المحلي لهاربن 501.08 يوان صيني مليار، بزيادة قدرها 8.9 في المائة عن العام السابق. كانت نسبة الصناعات الثلاثة إلى إجمالي الناتج المحلي 11.1: 36.1: 52.8 في عام 2012. بلغ إجمالي قيمة الواردات والصادرات بنهاية عام 2012 ما قيمته 5,330 دولارًا أمريكيًا مليون. في عام 2012، بلغ عدد السكان العاملين 3.147 مليون. في عام 2015، كان الناتج المحلي الإجمالي لشركة هاربن يبلغ 575.12 يوان صيني مليار.
تعتبر تربة تشيرنوزم في هاربن، التي تسمى «الأرض السوداء»، واحدة من أكثر العناصر الغذائية غنى في كل الصين، مما يجعلها ذات قيمة لزراعة المحاصيل الغذائية والمنسوجات. نتيجة لذلك، تعد هاربن قاعدة الصين لإنتاج الحبوب السلعية وموقعًا مثاليًا لإنشاء الأعمال التجارية الزراعية.
تمتلك هاربن أيضًا صناعات مثل الصناعات الخفيفة والمنسوجات والأدوية والأغذية والطائرات والسيارات والمعادن والإلكترونيات ومواد البناء والمواد الكيميائية التي تساعد في تكوين نظام صناعي شامل إلى حد ما. توجد العديد من الشركات الكبرى في المدينة. تعد شركة هاربن اليكتريك وشركة هاربن لصناعة الطائرات ومصنع الشمال الشرقي لتجهيز السبائك الخفيفة بعضًا من الشركات الرئيسية. صناعة الطاقة هي صناعة رئيسية في هاربن. معدات الطاقة المائية والحرارية المصنعة هنا تشكل ثلث إجمالي القدرة المركبة في الصين. وفقًا لـ بلاتس، في 2009-10 كانت هاربن إلكتريك ثاني أكبر شركة مصنعة للتوربينات البخارية من حيث الحصة السوقية العالمية، حيث ربطت دونغفانغ الكتريك وخلفها بقليل شنغهاي الكتريك. مجموعة هاربن المجموعة الصيدلانية، التي تركز بشكل أساسي على البحث والتطوير وتصنيع وبيع المنتجات الطبية، هي ثاني أكبر شركة أدوية في الصين من حيث القيمة السوقية.
يقام معرض هاربن التجاري والاقتصادي الدولي سنويًا منذ عام 1990. جذب هذا المعرض الاستثماري والتجاري بشكل تراكمي أكثر من 1.9 مليون عارض وزائر من أكثر من 80 دولة ومنطقة للحضور، نتج عنها أكثر من 100 دولار أمريكي مليار حجم العقد المبرم وفقًا لإحصاءات عام 2013. تعد هاربن من بين الوجهات الرئيسية للاستثمار الأجنبي المباشر في شمال شرق الصين،  حيث يبلغ إجمالي الاستثمار الأجنبي المباشر المستخدم 980 دولارًا أمريكيًا مليون في عام 2013. بعد الاجتماع العادي الثامن عشر بين رئيسي الوزراء الصيني والروسي بين لي كه تشيانغ وديمتري أناتوليفيتش ميدفيديف في أكتوبر 2013،  توصل الجانبان إلى اتفاق على إعادة تسمية معرض هاربن التجاري والاقتصادي الدولي باسم «معرض الصين وروسيا إكسبو» وتحت رعاية وزارة التجارة الصينية وحكومة مقاطعة هيلونغجيانغ ووزارة التنمية الاقتصادية الروسية ووزارة التجارة والصناعة الروسية.

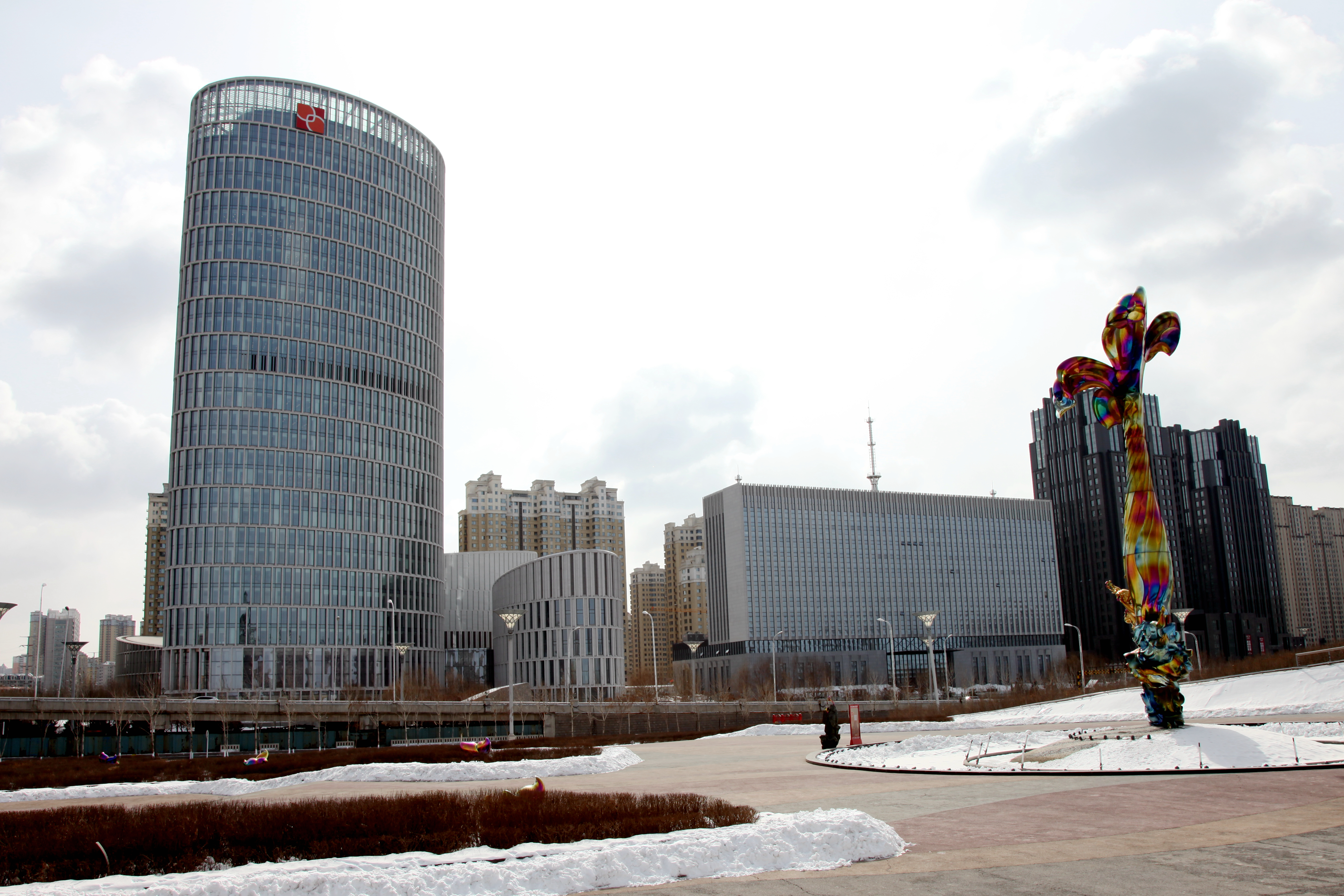
مقر بنك هاربن

في القطاع المالي، يعد بنك لونغجيانغ وبنك هاربن من أكبر البنوك في شمال شرق الصين، ويقع مقرهما في هاربن. احتلت الأخيرة المرتبة الرابعة من حيث القدرة التنافسية بين البنوك التجارية الصينية في عام 2011.
في التجارة، توجد مجموعة تشولين، التي تمتلك أكبر متجر متعدد الأقسام في هاربن.

### مناطق وموانئ التنمية الاقتصادية

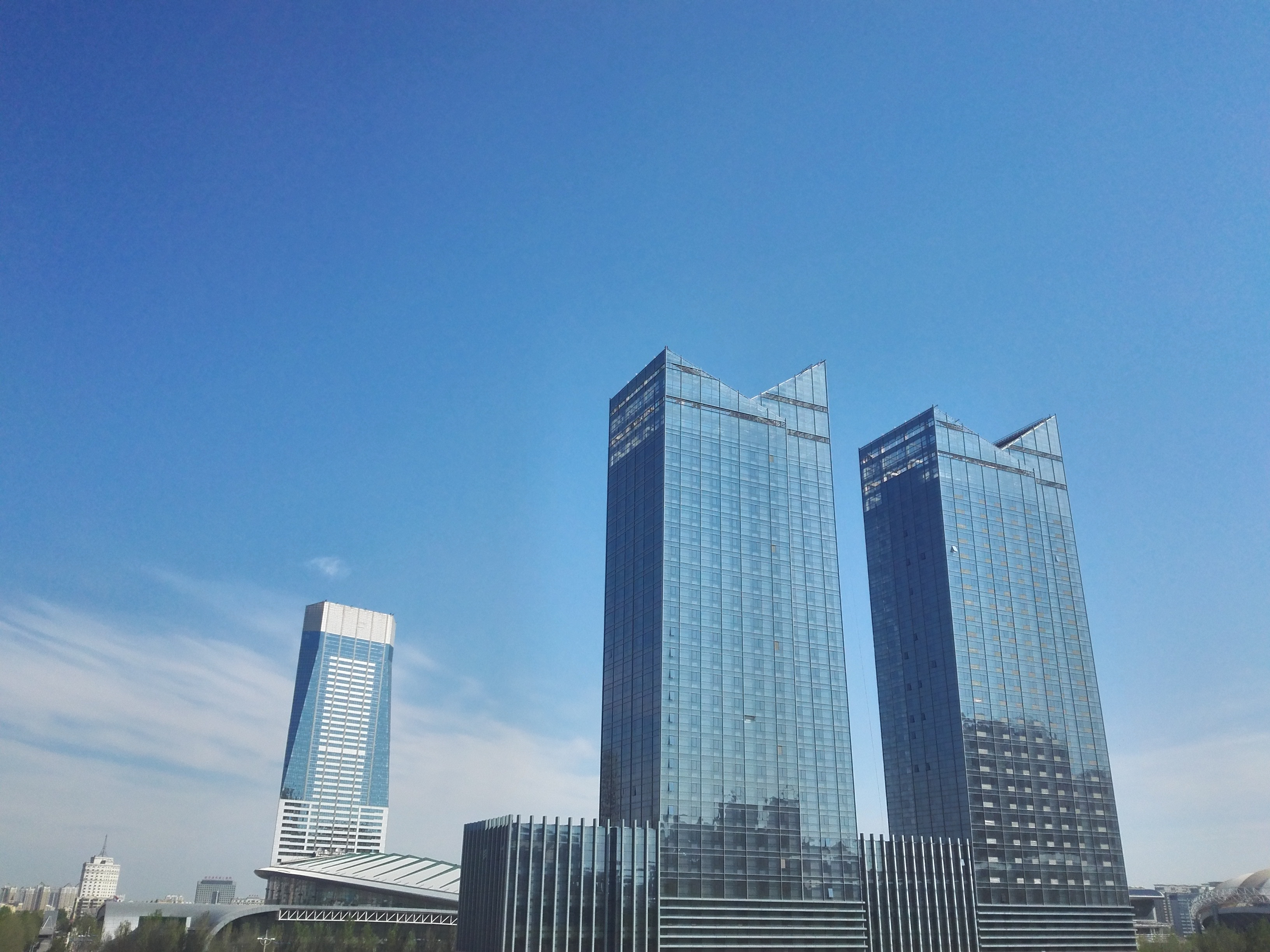
مباني المكاتب حول مركز هاربن الدولي للمؤتمرات والمركز الرياضي

- منطقة هاربن للتنمية الاقتصادية والتكنولوجية (الوطنية)، تركز بشكل أساسي على معدات الاتصالات السلكية واللاسلكية، وإنتاج المواد الكيميائية ومعالجتها، وإنتاج / تجميع السيارات، والإلكترونيات، والمنسوجات، والمعدات واللوازم الطبية.[21][104]
- منطقة هاربن للتطوير التكنولوجي العالي والجديد، تركز على التكامل البصري والميكانيكي والكهربائي والبيولوجيا والطب والإلكترونيات وتكنولوجيا المعلومات.[21]
- منطقة هاربن المنطقة الصناعية للسيارات بينجفانج (مقاطعة)، تركز بشكل أساسي على إنتاج / تجميع السيارات، وتجميع وتصنيع الإلكترونيات، والصناعات الثقيلة، والأدوات، وإنتاج المعدات الصناعية.[105]
- منطقة هاربن ليمين للتنمية الاقتصادية (مقاطعة)، تركز بشكل أساسي على التجارة والتوزيع ومعالجة الأغذية / المشروبات والمعدات الطبية والإمدادات والشحن / التخزين / الخدمات اللوجستية.[106]
- ميناء هاربن.

منطقة هاربن سونجبي للتنمية الاقتصادية تقع منطقة منطقة التنمية الاقتصادية سونغبي في منطقة سونغبى في مدينة هاربن. تبلغ مساحة المنطقة المخطط لها 5.53 كيلومتر مربع. ومن الصناعات المشجعة في المنطقة تجميع وتصنيع الإلكترونيات وتجهيز الأغذية والمشروبات. انضمت العديد من المقار الإقليمية والمحلية للشركات الكبيرة مثل شركة داتانغ الصينية وتشاينا نيتكوم وتشاينا تليكوم في هذه المنطقة، لتشكل بشكل أولي منطقة تركز الاقتصاد للمقر المحلي. تقع أيضًا مراكز البحث العلمي الإقليمية بما في ذلك مركز هاربن للابتكار العلمي والتكنولوجي ومركز هاربن الدولي للعلوم الزراعية والابتكار التكنولوجي في منطقة التطوير هذه. من خلال الربح من معاهد البحث الرئيسية هذه، احتلت هاربن المرتبة التاسعة بين 50 مدينة صينية كبرى في قدرة الابتكار العلمي والتكنولوجي في تصنيف التنافسية العلمية والتكنولوجية في عام 2006، بالإضافة إلى احتلالها المرتبة السادسة بين المدن الصينية من حيث الإنجازات العلمية والتكنولوجية.
منطقة هاربن للتنمية الاقتصادية والتكنولوجية منطقة هاربن للتنمية الاقتصادية والتكنولوجية (HETDZ) هي واحدة من 90 منطقة تنمية اقتصادية وطنية في الصين. تأسست في يونيو 1991، ووافق عليها مجلس الدولة كمنطقة تنمية وطنية في أبريل 1993. في ديسمبر 2012، تم دمج هاربن منطقة تطوير التكنولوجيا العالية في منطقة هاربن للتنمية الاقتصادية والتكنولوجية . في عام 2009، تم فصل منطقة التكنولوجيا الفائقة عن منطقة هاربن للتنمية الاقتصادية والتكنولوجية مرة أخرى. تبلغ المساحة الإجمالية للمنطقة الآن 18.5 كيلومترًا مربعًا في الحدائق المركزية، مقسمة إلى منتزهات نانغانغ وطريق هابينج المركزية. تقع حديقة ينجبن روود هاي تيك المركزية التي تبلغ مساحتها 12.2 كيلومترًا مربعًا، والتي كانت في السابق جزءًا من منطقة هاربن للتنمية الاقتصادية والتكنولوجية، حاليًا تحت إدارة هاربن منطقة تطوير صناعة التكنولوجيا العالية والجديدة منذ عام 2009.
- منتزه نانغانغ المركزي: مخصص لاحتضان مشاريع التكنولوجيا الفائقة وقاعدة البحث والتطوير للمؤسسات وكذلك الصناعات الثالثة مثل التمويل والتأمين والخدمات والتموين والسياحة والثقافة والترفيه والترفيه، حيث يوجد المقر الرئيسي للشركات الشهيرة الكبيرة وتوجد فروعهم في هاربن.
- حديقة طريق ينجبن المركزية: التركيز بشكل أساسي على مشاريع الحضانة عالية التقنية، والتنمية الصناعية عالية التقنية.
- حديقة طريق هابينج المركزية: مصمم لأساس صناعي شامل للمشاريع الاستثمارية لتصنيع قطع غيار السيارات والسيارات والأدوية والمواد الغذائية والإلكترونيات والمنسوجات ؛ تعتبر معالجة المواد الخام لإنتاج السيارات وتجميعها من الصناعات المشجعة في هذه المنطقة.

منطقة تطوير صناعة التكنولوجيا العالية والجديدة في هاربن
تعد منطقة تطوير صناعة التكنولوجيا العالية والجديدة هاربن واحدة من 56 منطقة تطوير صناعة التكنولوجيا العالية والجديدة الوطنية في الصين. تم إنشاء المنطقة لأول مرة كمنطقة تنمية على مستوى المقاطعة في عام 1988، ووافق عليها مجلس الدولة كمنطقة تنمية وطنية في عام 1991 على التوالى. تبلغ مساحتها 23.9 كيلومترًا مربعًا من المساحة المبنية بالكامل، وتنقسم إلى قسمين: مدينة ابتكار العلوم والتكنولوجيا ومنطقة التنمية الصناعية عالية التقنية.

## التركيبة السكانية

### تعداد السكان
كشف تعداد عام 2010 أن إجمالي عدد السكان في هاربن بلغ 10.635.971، وهو ما يمثل زيادة بنسبة 12.99 في المائة عن العقد السابق. يبلغ عدد سكان المنطقة المبنية، المكونة من جميع المناطق الحضرية ولكن لم يتم التحضر في أتشنغ وشوانغتشينغ بعد، 5282083 نسمة. تم تقدير المنطقة الحضرية الشاملة من قبل OECD (منظمة التعاون الاقتصادي والتنمية) اعتبارًا من 2010 ، يبلغ عدد سكانها 10.5 مليون.
الملامح الديموغرافية لمنطقة هاربن الحضرية بشكل عام قديمة نسبيًا: 10.95 في المائة تحت سن 14، في حين أن 8.04 في المائة فوق 65، مقارنة بالمعدل الوطني البالغ 16.6 في المائة و 8.87 في المائة على التوالي. هاربن لديها نسبة أعلى من الذكور (50.85 في المائة) من الإناث (49.15 في المائة). تتمتع هاربن حاليًا بمعدل ولادة أقل من أجزاء أخرى من الصين، حيث يبلغ معدل المواليد 6.95 لكل 1000 نسمة، مقارنة بالمعدل الصيني البالغ 12.13 ولادة.

### جماعات عرقية
ينتمي معظم سكان هاربن إلى الأغلبية الصينية الهانية (93.45 في المائة). تشمل الأقليات العرقية المانشو وهوي والمغول. في عام 2000، كان 616749 ساكنًا ينتمون إلى أقليات عرقية، من بينهم الغالبية العظمى (433340) من المانشو، مما يساهم بنسبة 70.26 في المائة من الأقليات. كانت ثاني وثالث أكبر مجموعات الأقليات من الكوريين (119,883) وقوميات الهوي (39,995).
| الجماعات العرقية في هاربن، تعداد عام 2000 | الجماعات العرقية في هاربن، تعداد عام 2000 | الجماعات العرقية في هاربن، تعداد عام 2000 |
| عرق                                       | تعداد السكان                              | النسبة المئوية                            |
| ----------------------------------------- | ----------------------------------------- | ----------------------------------------- |
| تبتيار                                    | 8796610                                   | 93.45٪                                    |
| مانشو                                     | 433,340                                   | 4.6٪                                      |
| الكوريين                                  | 119.883                                   | 1.27٪                                     |
| هوى                                       | 39995                                     | 0.43٪                                     |
| المغول                                    | 13163                                     | 0.14٪                                     |
| شيبي                                      | 4,741                                     | 0.05٪                                     |
| الروس                                     | 938                                       | 0.01٪                                     |
| آحرون                                     | 4689                                      | 0.05٪                                     |

### دين
يتم تقديم الأقلية الكاثوليكية رعويًا من قبل إدارة طقوسها اللاتينية الرسولية في هاربن، وهي سلطة تبشيرية قبل الأبرشية. كما أن بها الكاتدرائية الشرقية الكاثوليكية السابقة للروسية الكاثوليكية الرسولية في هاربن (ما قبل الأبرشية، الطقوس البيزنطية باللغة الروسية). كان الجنود الروس في منطقة أمور العسكرية الخارجية يستخدمونها سابقًا لكنيسة إيفر أيقونة أم الرب التي تضررت بشدة، ثم حُصنت في هاربن. نسبة صغيرة من سكان المدينة تتكون من المسلمين. يقع مسجد داواي في هاربن وهو أكبر مسجد في مقاطعة هيلونغجيانغ. كان في هاربن مجتمع يهودي صغير متمركز في شارع تشونغيانغ الرئيسي، والذي كان موطنًا للعديد من اللاجئين اليهود الأوروبيين.

## حضاره
تعتمد ثقافة هاربن المحلية على ثقافة الهان، جنبًا إلى جنب مع ثقافة المانشو والثقافة الروسية. يؤثر هذا المزيج من الثقافات على أسلوب العمارة المحلية والطعام والموسيقى والعادات. تم تعيين مدينة هاربن كمدينة للموسيقى التابعة لليونسكو في 22 يونيو 2010 كجزء من شبكة المدن الإبداعية.

### مطبخ

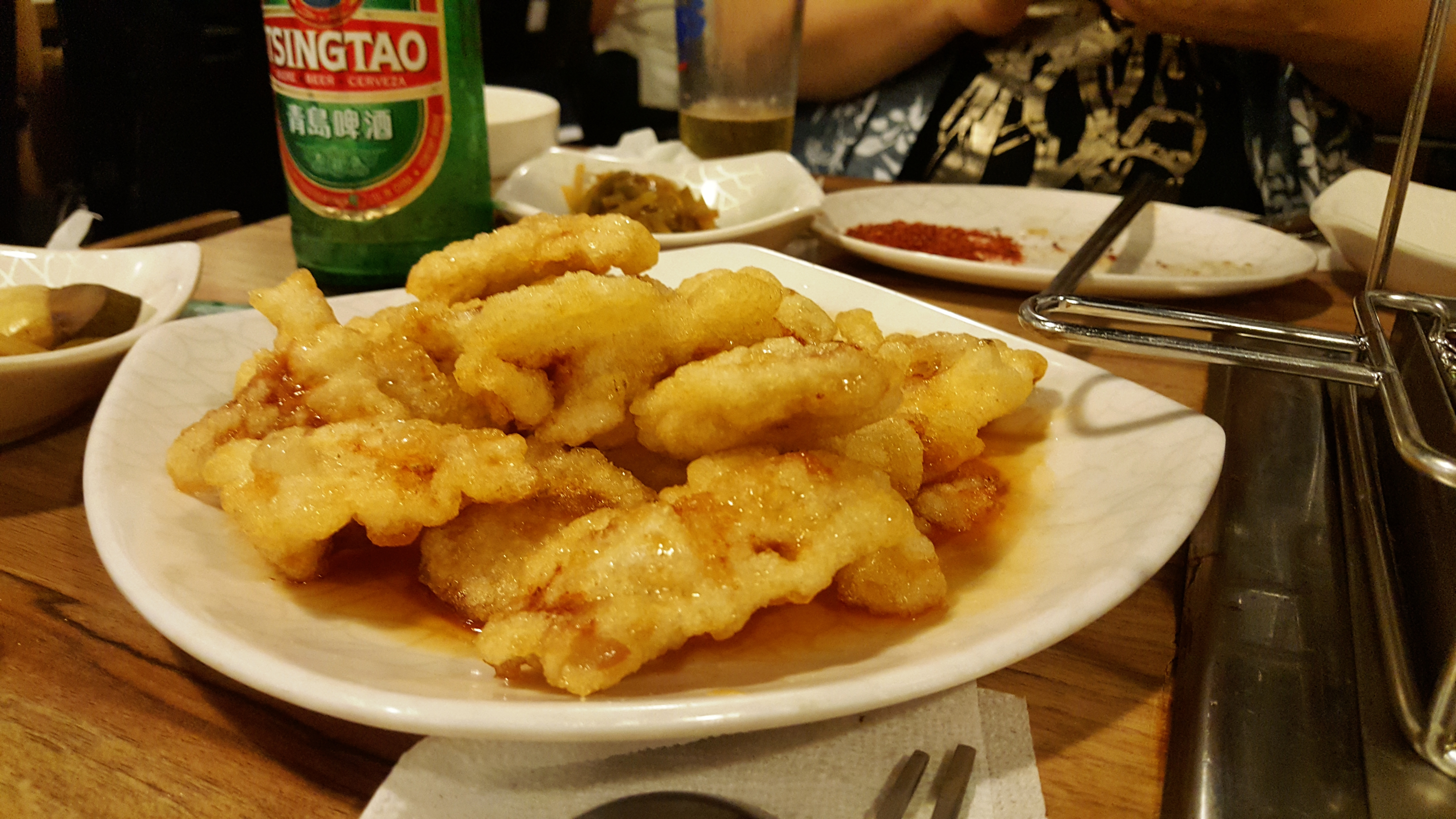
تقليدية قوه باو رو

تشتهر هاربن بتقاليدها في الطهي. يتكون مطبخ هاربن من الأطباق الأوروبية والأطباق الصينية الشمالية التي تتميز أساسًا بالصلصة الثقيلة والقلي العميق.
يعد جوباورو أحد أشهر الأطباق في مطبخ شمال شرق الصين، وهو شكل من أشكال لحم الخنزير الحلو والحامض. إنه طبق كلاسيكي من هاربن نشأ في أوائل القرن العشرين في داوتاي فو (بالصينية: 道台府). وتتكون من قطع صغيرة من لحم الخنزير في خليط نشا البطاطس، مقلية حتى تصبح مقرمشة. ثم يتم تغطيتها بشكل خفيف بمختلف الصلصة الحلوة والحامضة، المصنوعة من شراب طازج وخل الأرز والسكر بنكهة الزنجبيل والكزبرة والجزر المقطّع والثوم. يختلف هاربن جوباورو عن المناطق الأخرى في الصين، مثل لياونينغ، حيث يمكن صنع الصلصة باستخدام إما كاتشب الطماطم أو عصير البرتقال. بالأحرى أسلوب هاربن يغلب عليه نكهات العسل والزنجبيل وله لون أصفر صافٍ أو عسلي. في الأصل كان الطعم طازجًا ومالحًا. من أجل احتفاء الضيوف الأجانب، قام تشنغ وينج، رئيس الطهاة في داوتاي فو، بتغيير الطبق إلى طعم حلو وحامض. عادة، يفضل الناس الذهاب إلى عدة مطاعم صغيرة أو متوسطة الحجم للاستمتاع بهذا الطبق، لأنه من الصعب التعامل مع عملية القلي في المنزل.
يعد ديمولي سمك حي مطهو أحد الأطباق البارزة الأخرى في هاربن، والذي نشأ في قرية تسمى ديمولي على الطريق السريع من هاربن إلى جياموسى. القرية الآن منطقة خدمة ديمولي على طريق هاربن تونججيانغ السريع. الدجاج المطبوخ مع الفطر ولحم الخنزير المطهو مع الشعيرية ولحم الخنزير سريع الغليان مع مخلل الملفوف الصيني هي أيضًا أطباق محلية أصيلة نموذجية.
نظرًا لأن روسيا كان لها تأثير قوي على تاريخ هاربن، فإن المطبخ المحلي لهاربن يحتوي أيضًا على أطباق ونكهات على الطراز الروسي. هناك العديد من المطاعم ذات الطراز الروسي الأصيل في هاربن، وخاصة بجانب شارع تشونغيانغ.

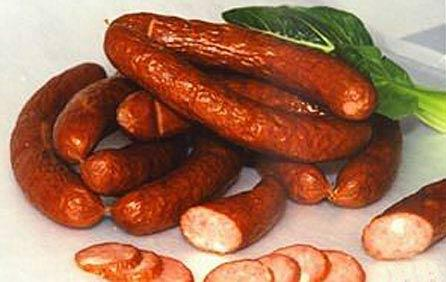
سجق مدخن على طريقة هاربن

من التخصصات الإقليمية الشهيرة السجق الأحمر اللذيذ المدخن على طريقة هاربن. هذا المنتج مشابه للنقانق الليتوانية والألمانية وهي خفيفة جدًا، وتميل إلى أن تكون ذات نكهات أوروبية أكثر بكثير من النقانق الصينية الأخرى. في عام 1900، أسس التاجر الروسي إيفان ياكوفليفيتش تشورين فرعًا في هاربن، أطلق عليه اسم شركة تشورين للتجارة الأجنبية (بالروسية: Цюлинь Янхан)‏ بيع الملابس المستوردة والأحذية الجلدية والأطعمة المعلبة والفودكا وغيرها، وبدأت في توسيع شبكة المبيعات في مدن أخرى في منشوريا. أدى تدفق الأوروبيين عبر السكك الحديدية العابرة لسيبيريا والسكك الحديدية الشرقية الصينية إلى زيادة الطلب على الأطعمة ذات النكهة الأوروبية. في عام 1909، تم تأسيس مصنع سجق شورين، وأنتج لأول مرة نقانقًا ذات نكهة أوروبية مع عملية التصنيع للموظفين الليتوانيين. منذ ذلك الحين، أصبح النقانق على الطراز الأوروبي تخصصًا للمدينة.
خبز دائري كبير على الطريقة الروسية (بالصينية: 大 列 巴)، مشتق من الكلمة الروسية (khleb) لأن «الخبز» ينتج أيضًا في مخابز هاربن. الدليبة عبارة عن ميشي مثل خبز العجين المخمر. تم تقديمه لأول مرة إلى السكان المحليين بواسطة خباز روسي، وتم بيعه في المخابز في هاربن لأكثر من مائة عام. يختلف مذاق داليبا الحامض والمضغ عن أنواع الخبز التقليدية الأخرى اللينة والرقيقة ذات النمط الآسيوي في أجزاء أخرى من الصين.
كفاس هو مشروب مخمر روسي المنشأ مصنوع من خبز الجاودار الأسود أو العادي،  وهو مشهور أيضًا في هاربن. مادير (بالصينية المبسطة: "马迭尔"، المشتق من الآيس كريم«الحديث») المقدم في شارع تشونغيانغ معروف أيضًا في شمال الصين. هذا الآيس كريم مصنوع من وصفة تقليدية محددة ومذاقه مالح قليلاً ولكنه أكثر حلاوة وحليبًا. إلى جانب مقرها الرئيسي في هاربن، لديها أيضًا فروع في مدن صينية رئيسية أخرى بما في ذلك بكين وشنغهاي وغيرها.
اختفى مطبخ المانشو في الغالب من هاربن.

### السياحة
تقع مدينة هاربن، عاصمة مقاطعة هيلونغجيانغ، في الشمال الشرقي من سهل شمال شرق الصين. إنها مدينة تاريخية وثقافية مشهورة بثقافة أجنبية. كما أنها مشهورة كمدينة مرموقة عالميًا بسبب ثقافة الثلج والجليد فيها. الصيف والشتاء من أفضل المناسبات لزيارة هاربن حيث إنها منتجع رائع في الصيف القصير الجميل ومملكة الجليد الرائعة في الشتاء البارد القاسي والشتاء الطويل.
تشتهر هاربن بهياكلها ذات الطراز الأوروبي، على سبيل المثال، كاتدرائية القديسة صوفيا الشهيرة، والتصميم في شارع سنترال، والمجمع التركيبي الباروكي في لاو داواي (المدينة القديمة). تُظهر مدينة هاربن في فصل الشتاء عددًا كبيرًا من الأشكال الجليدية وتقدم العديد من أنشطة الجليد والثلج للمتنزهين.
إلى جانب تسهيل أكبر مهرجان للجليد والثلج في العالم، يتباهى هاربن بأكبر منتزه تزلج داخلي في العالم، والذي يقع داخل مول واندا هاربن (يضم ستة منحدرات للتزلج يصل طولها إلى 500 متر).

### ثقافة الشتاء

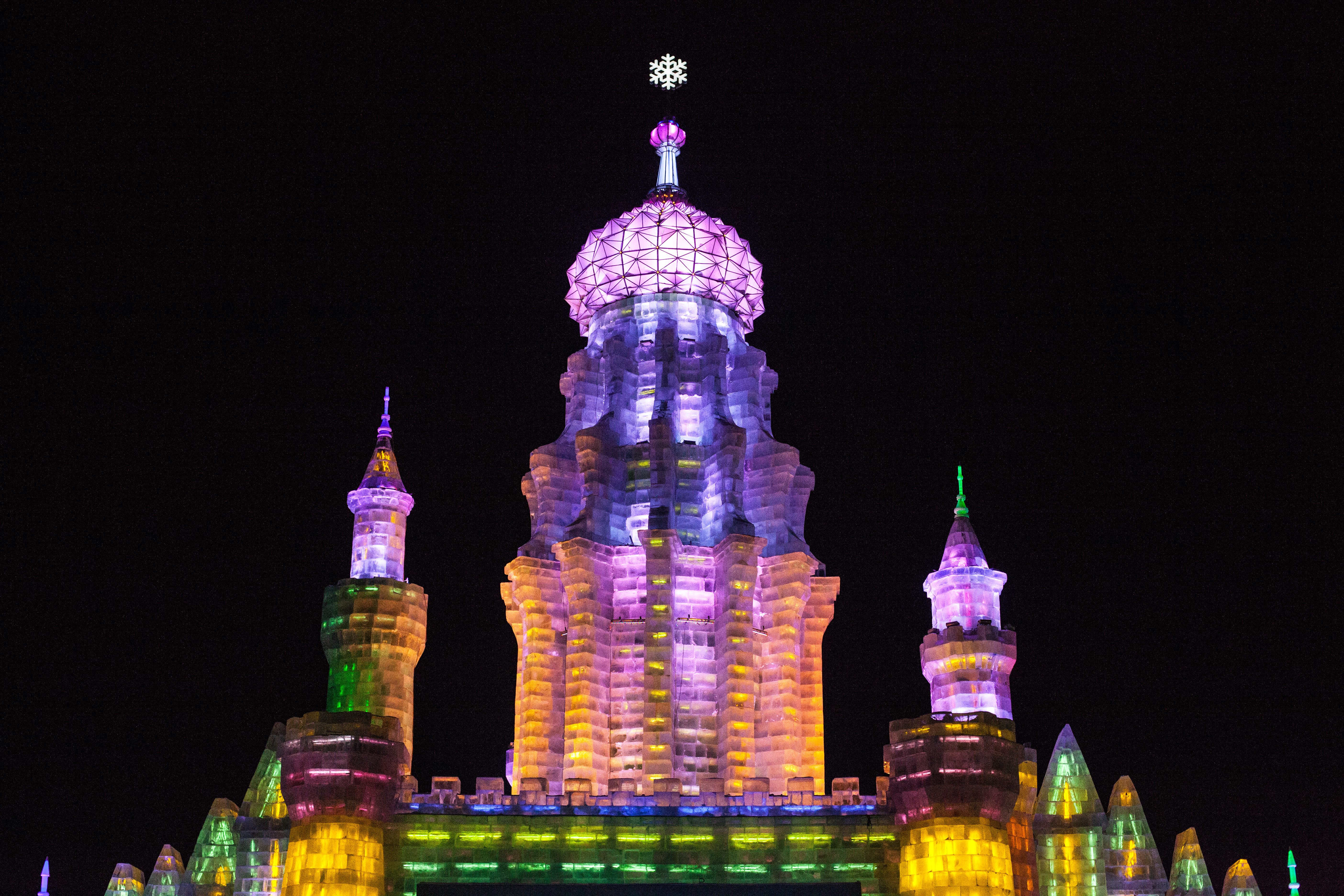
البرج في مهرجان هاربن للجليد والثلج، 2013

تقع في شمال شرق الصين، هاربن هي أقصى الشمال بين المدن الرئيسية في الصين. تحت التأثير المباشر للإعصار السيبيري المضاد، يبلغ متوسط درجة الحرارة اليومية −19.7 °م (−3.5 °ف) في الشتاء. درجات الحرارة المنخفضة السنوية أقل من −35.0 °م (−31.0 °ف) ليست غير شائعة. يطلق على مدينة هاربن لقب «مدينة الثلج» بسبب الشتاء البارد شديد البرودة، وهي مزينة بأنماط مختلفة من التماثيل الجليدية والثلجية من ديسمبر إلى مارس من كل عام.

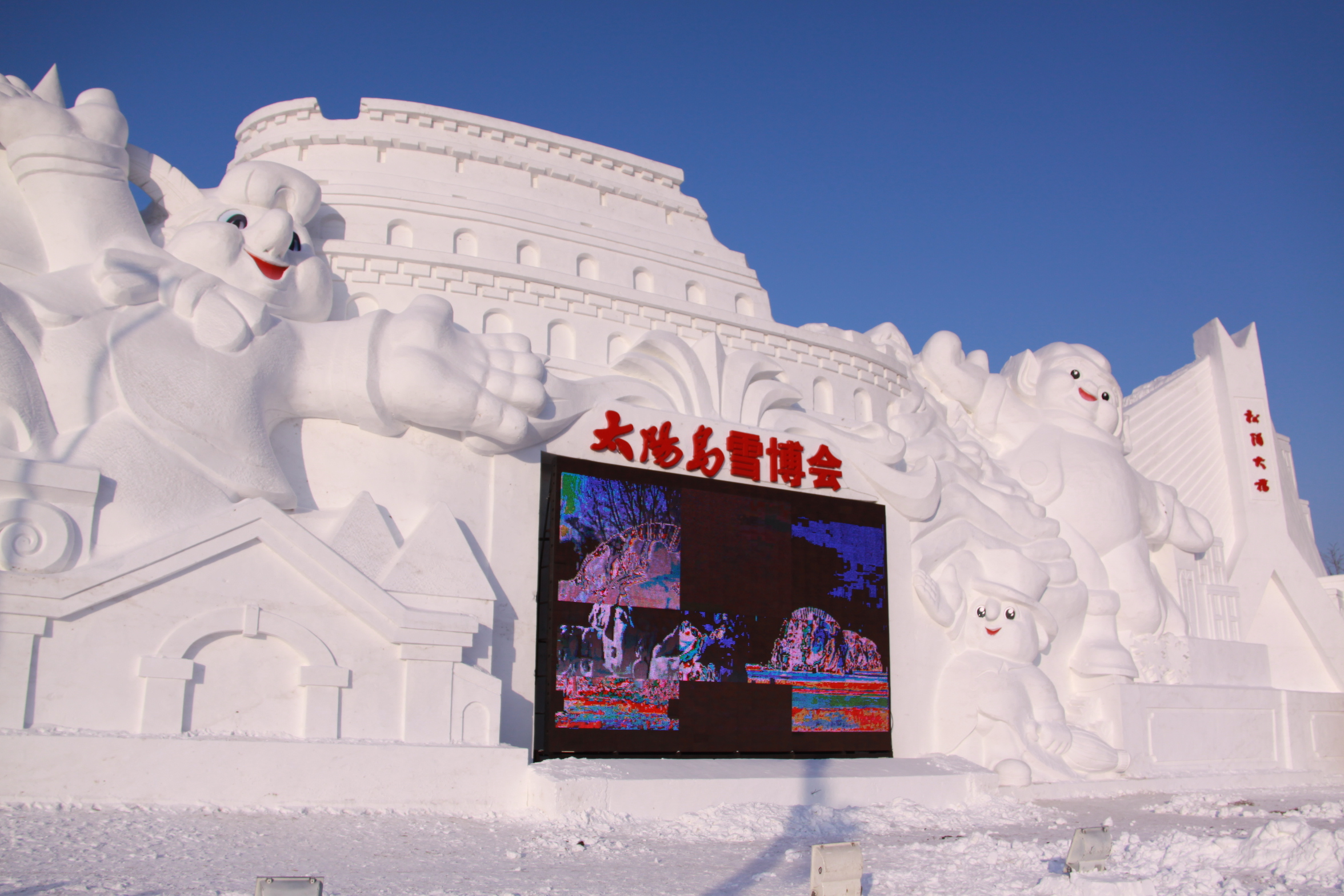
نحت ثلجي في صن آيلاند، 2011

يقام مهرجان هاربن الدولي السنوي للنحت على الجليد والثلج منذ عام 1985. على الرغم من أن تاريخ البدء الرسمي هو 5 يناير من كل عام، إلا أنه من الناحية العملية، يمكن رؤية العديد من المنحوتات من قبل. بينما توجد منحوتات جليدية في جميع أنحاء المدينة، هناك منطقتان رئيسيتان للعرض: منحوتات ثلجية هائلة في صن آيلاند (تايانغ داو، وهي منطقة ترفيهية حاصلة على تصنيف (AAAAA) على الجانب الآخر من نهر سونغهوا من المدينة) ومنفصلة «الجليد وعالم الثلج» يعمل كل ليلة بإضاءة تضيء المنحوتات من الداخل والخارج. يتميز عالم الجليد والثلج بمباني مضيئة كاملة الحجم مصنوعة من كتل من الجليد الصافي يبلغ سمكه 2-3 أقدام مأخوذ مباشرة من نهر سونغهوا الذي يمر عبر المدينة. يستغرق عمل المنحوتات داخل أرض المعرض 15000 عامل لمدة 16 يومًا. في أوائل ديسمبر، قطع حرفيو الجليد 120000 متر مكعب (4.2 مليون قدم مكعب) من كتل الجليد من السطح المتجمد لنهر سونغهوا كمواد خام لعرض المنحوتات الجليدية. يمكن أيضًا العثور على مباني جليدية ضخمة ومنحوتات ثلجية واسعة النطاق ومنزلقات جليدية وأطعمة ومشروبات المهرجانات في العديد من المتنزهات والطرق الرئيسية في المدينة. وتشمل الأنشطة في فصل الشتاء في مهرجان منتجع يابولي للتزلج بجبال الألب، والقيادة النقالة الثلوج والشتاء السباحة في نهر سونغهوا، والمعرض التقليدي الجليد فانوس في زولين حديقة، الذي عقد لأول مرة في عام 1963. تشتهر عمليات نحت الجليد والجليد والثلج في جميع أنحاء البلاد، وخاصة بين الدول الآسيوية بما في ذلك كوريا واليابان وتايلاند وسنغافورة.
«مهرجان هاربن الدولي للجليد والثلج» هي واحدة من أكبر أربع الجليد والثلوج المهرجانات في العالم، جنبا إلى جنب مع اليابان مهرجان سابورو سنو، كندا الصورة كيبيك سيتي كرنفال الشتاء، والنرويج الصورة مهرجان تزلج هولمينكولين.
في شهر نوفمبر من كل عام، ترسل مدينة هاربن فرقًا من حرفيي الجليد إلى الولايات المتحدة للترويج لشكلهم الفني الفريد. يتطلب الأمر أكثر من 100 حرفي لإنشاء العرض السنوي للمنحوتات الجليدية الداخلية تحت عنوان عيد الميلاد في المرفأ الوطني، ميريلاند، ناشفيل، تينيسي، كيسمي، فلوريدا، جريبفين، وتكساس.

### مدينة الموسيقى

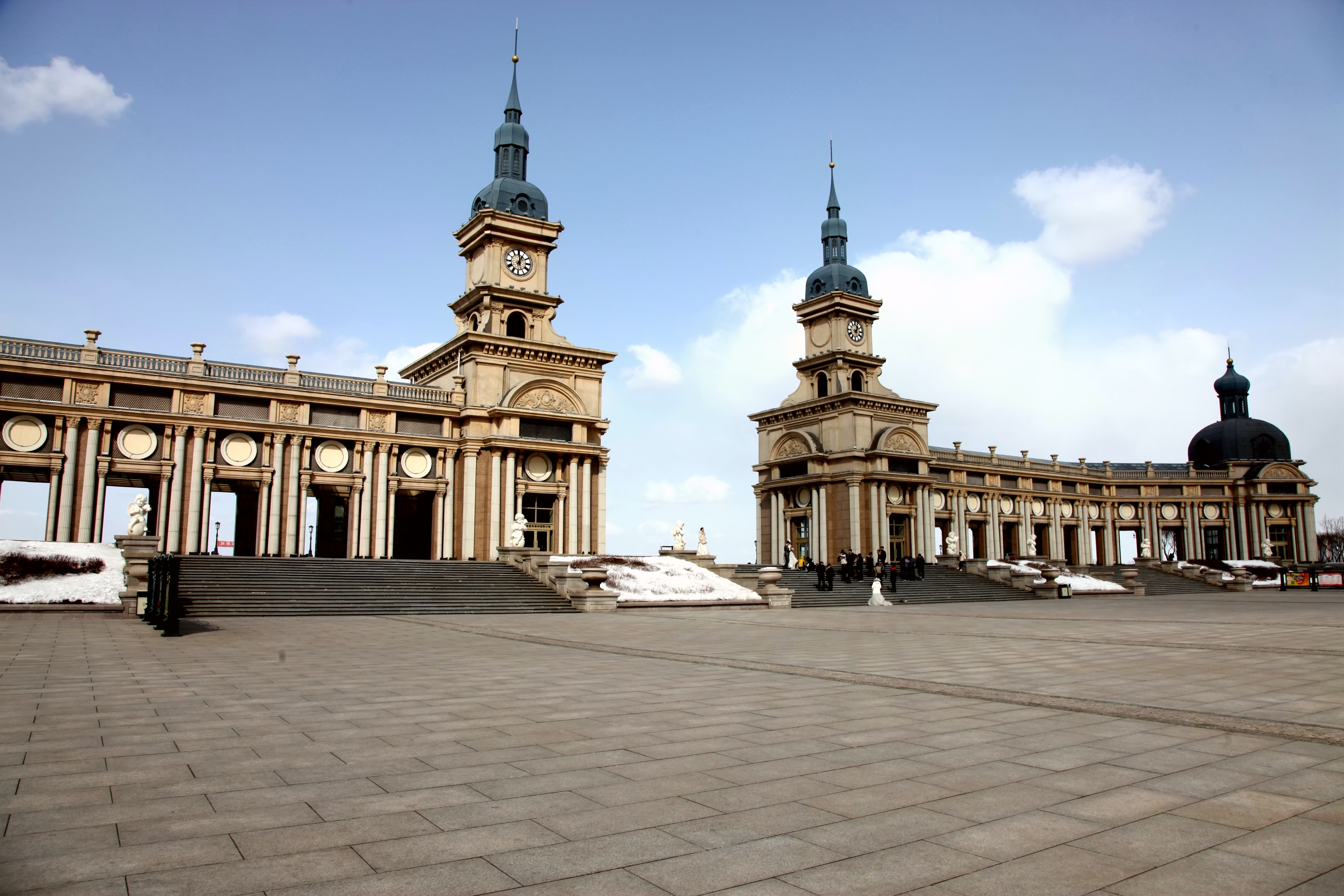
هاربن ميوزيك بارك، وتقع في طريق يوي الغربية.

تأسست في عام 1908، كانت أوركسترا هاربن السيمفونية أقدم أوركسترا سيمفونية في الصين. كانت مدرسة هاربن رقم 1 للموسيقى أيضًا أول مدرسة موسيقى في الصين، والتي تأسست عام 1928. قال ليو يانتاو، نائب رئيس مكتب هاربن للثقافة والصحافة والنشر، إن قرابة 100 موسيقي مشهور درسوا في المدرسة منذ تأسيسها. في كل عام، يبدأ آلاف الشباب أحلامهم الموسيقية في هذه المدينة، وتقدم الأنشطة المتسلسلة «حفلة هاربن الصيفية للموسيقى» التي تقام دائمًا في صيف كل عام شغف الموسيقى للسكان المحليين. اعترفت اليونسكو بمدينة هاربن الصينية بأنها «مدينة الموسيقى» كجزء من شبكة المدن الإبداعية في عام 2010.

#### حفلة هاربن الصيفية للموسيقى
حفلة هاربن الصيفية الموسيقية (اختصارًا «حفلة موسيقية») هي مهرجان وطني للحفلات الموسيقية، يقام في 6 أغسطس كل عامين لمدة تتراوح من 10 إلى 11 يومًا. خلال الحفل، تقام أمسيات متعددة، وحفل موسيقي، وسباق وأنشطة. الفنانون يأتون من جميع أنحاء العالم.
أقيم «شهر الموسيقى الصيفي في هاربن»، والذي أعيد تسميته لاحقًا باسم «حفلة هاربن الصيفية للموسيقى»، في أغسطس 1958. أقيم أول حفل موسيقي رسمي في 5 أغسطس 1961 في قصر هاربن للشباب، واستمر كل عام حتى عام 1966 عندما بدأت الثورة الثقافية في الصين. في عام 1979، تم استعادة الحفلة الموسيقية وابتداء من عام 1994، كانت تقام كل عامين. كجزء من حفل افتتاح حفل هاربن الصيفي للموسيقى لعام 2006، أقيم حفل موسيقي يضم 1001 بيانو في ميدان هاربن فيضان التذكاري الواقع في الطرف الشمالي من شارع سنترال (بالصينية) في 6 أغسطس 2006. تألفت مراجع الفرقة من مسيرة النصر والمسيرة العسكرية و راديتزكي مارش والأغنية المحلية التقليدية الشهيرة على جزيرة صن. سجل هذا الحفل رقمًا قياسيًا جديدًا في موسوعة غينيس للأرقام القياسية لأكبر فرقة بيانو، متجاوزًا الرقم القياسي السابق الذي سجله فنانون ألمان في حفل موسيقي يضم 600 بيانو. في عام 2008، أقيم حفل هاربن الصيفي التاسع والعشرون للموسيقى في 6 أغسطس.

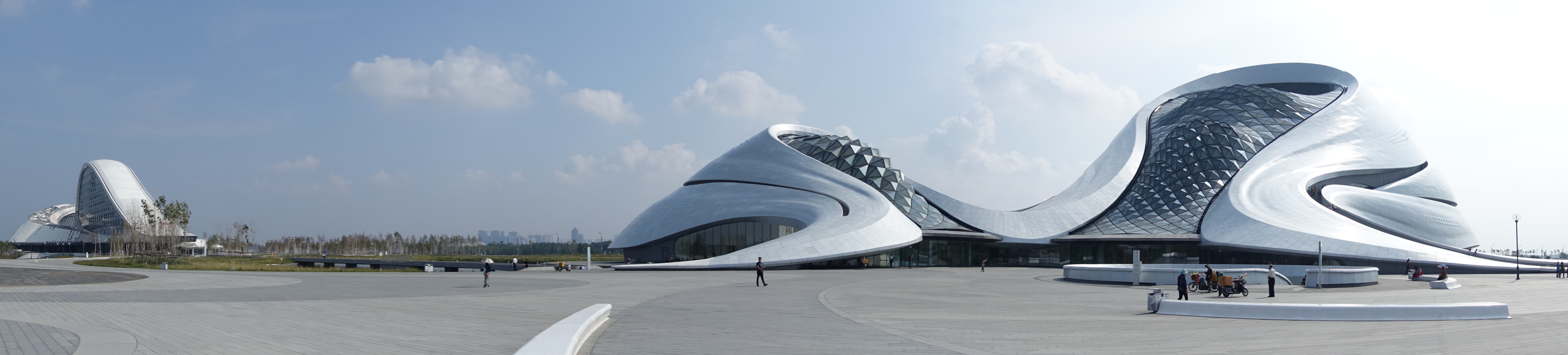
مسرح هاربن الكبير، من تصميم ماد ستوديو. تقع دار الأوبرا في منطقة سونغبي في هاربن، وتحيط بها الأراضي الرطبة والممرات المائية لنهر سونغهوا.

### وسائط

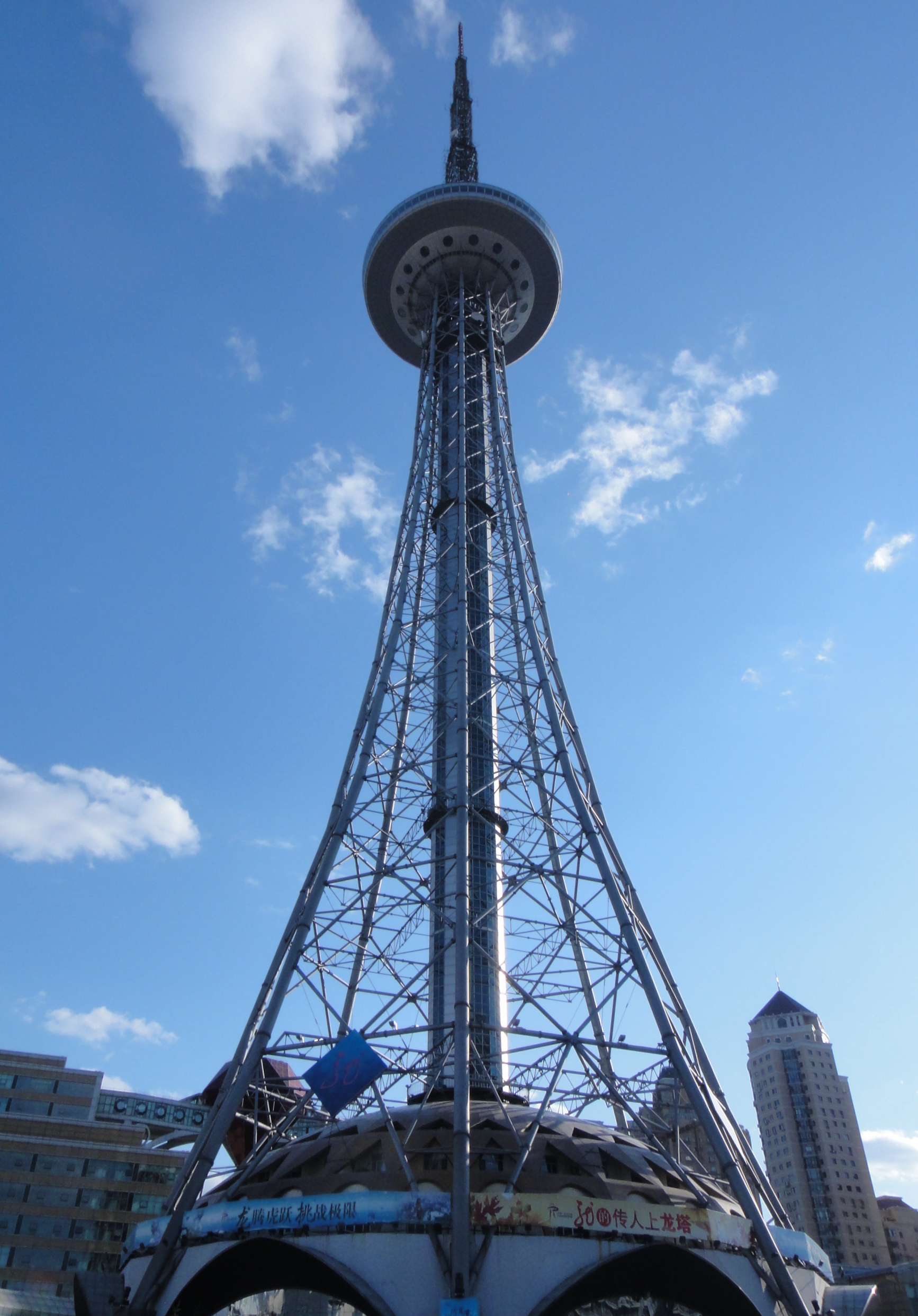
برج التنين (Long Ta)، وهو برج شبكي قائم بذاته يبلغ ارتفاعه 336 مترًا، يعمل كمقر لـ (HLJTV).

#### التلفزيون والراديو
- يعمل تلفزيون هيلونغجيانغ (HLJTV) كمنافذ إعلامية في هذه المنطقة، ويبث على سبع قنوات بالإضافة إلى قناة فضائية لمقاطعات أخرى.
- يعمل تلفزيون هاربن (HRBTV) كمحطة بلدية بها خمس قنوات للبرامج المتخصصة.
- لونغ غوانغ، بث التنين، محطة إذاعة هيلونغجيانغ الشعبية سابقًا، مجموعة المحطات الإذاعية التي تخدم منطقة هيلونغجيانغ بأكملها، وتوفر سبع قنوات بما في ذلك محطة بث باللغة الكورية.
- محطة هاربن محطة إذاعة الناس (HPBS)، تبث الموسيقى والأخبار وحركة المرور والاقتصاد والحياة في هاربن والمناطق المجاورة بما في ذلك داتشينغ وسويهوا وفويو.

## بنيان
تشتهر هاربن بمزيجها من أنماط العمارة الصينية والأوروبية. تحمي الحكومة العديد من المباني ذات الطراز الروسي والأوروبي. تمنح الهندسة المعمارية في هاربن ألقاب «موسكو الشرقية» و «باريس الشرقية» في الصين.

### العمارة التاريخية

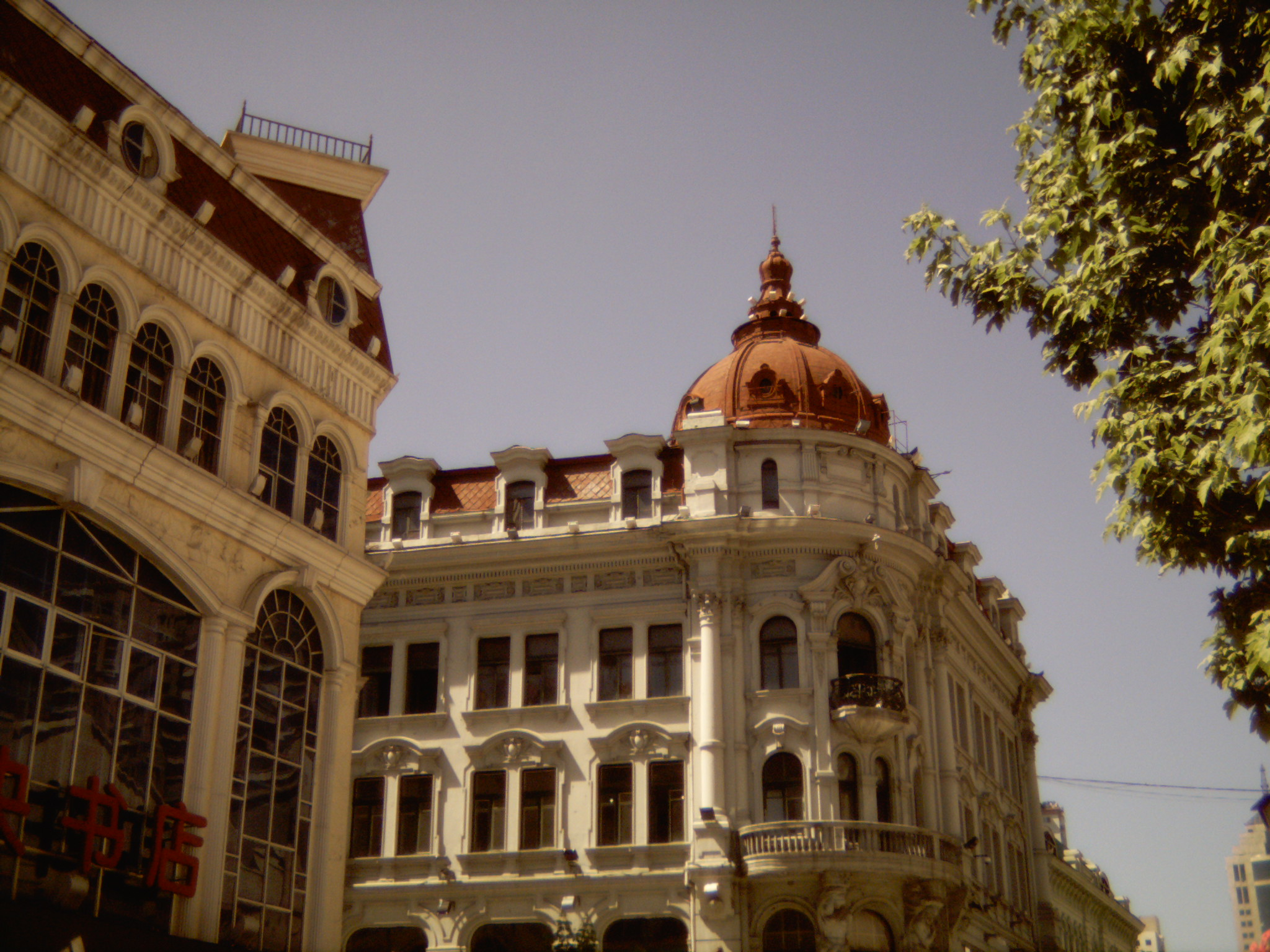
مبنى على الطراز الأوروبي في شارع سنترال.

الشارع المركزي، أحد الشوارع التجارية الرئيسية في هاربن، هو من بقايا الأنشطة التجارية الدولية الصاخبة في مطلع القرن العشرين. بني لأول مرة في عام 1898، 1.4 كيلومتر (0.87 ميل) الشارع الطويل الآن متحفًا حقيقيًا للطرازات المعمارية الأوروبية: واجهات باروكية وبيزنطية  مخابز روسية صغيرة وبيوت أزياء فرنسية، بالإضافة إلى أنماط معمارية غير أوروبية: مطاعم أمريكية، ومطاعم يابانية.
تقع الكنيسة الأرثوذكسية الروسية، كاتدرائية القديسة صوفيا، أيضًا في المنطقة الوسطى من داولي. بُني عام 1907 وتوسّع من عام 1923 إلى عام 1932، وتم إغلاقه خلال فترات القفزة العظيمة للأمام والثورة الثقافية. بعد تصنيفها في عام 1996 كموقع للتراث الثقافي الوطني (مبنى محمي من الدرجة الأولى)،  تم تحويله إلى متحف لعرض تاريخ مدينة هاربن في عام 1997. 53.35 متر (175.0 قدم) - الكنيسة الطويلة، التي تغطي مساحة 721 مترًا مربعًا، هي ممثل نموذجي للعمارة البيزنطية.

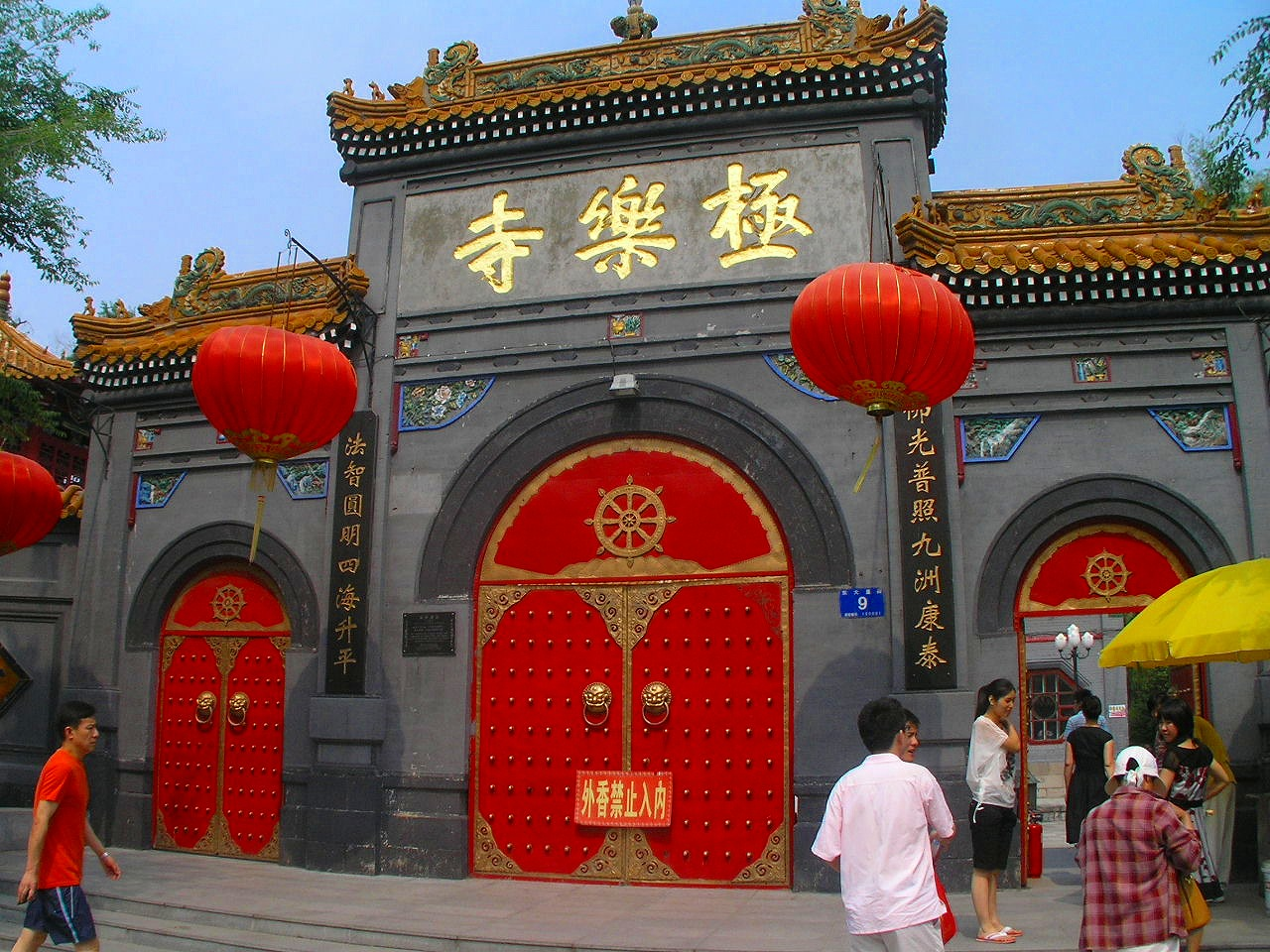
معبد جي لو (معبد بليس)، معبد بوذي في هاربن.

يعتقد العديد من المواطنين أن الكنيسة الأرثوذكسية دمرت فنغ شوي المحلي، لذلك تبرعوا بالمال لبناء دير بوذي صيني في عام 1921، معبد جي لو. كان هناك أكثر من 15 كنيسة أرثوذكسية روسية ومقابرتين في هاربن حتى عام 1949. شهدت الثورة الشيوعية، والثورة الثقافية اللاحقة، والانخفاض في عدد السكان الروس، العديد منهم مهجورًا أو مدمرًا. اليوم، لا تزال هناك حوالي 10 كنائس، بينما تقام الصلوات فقط في كنيسة الشفاعة في هاربن.
تم بناء إدارة سكة حديد هاربن، المعروفة سابقًا باسم إدارة سكة حديد الشرق الأوسط، والمعروفة باسم «المنزل الحجري الكبير»، في عام 1902، ودُمرت مرتين وأعيد بناؤها في عامي 1904 و 1906.[بحاجة لمصدر]

### العمارة الحديثة
يقع مسرح هاربن جراند في المركز الثقافي لمنطقة منطقة سونغبى، هاربن. يوفر مكانًا يتسع لـ 1600 و 400 مقعد. تستخدم العمارة التصميم الخارجي للسطح الزائدي غير المتجانس.
مسرح هاربن جراند هو مبنى تاريخي في هاربن. تم بناؤه بما يتوافق مع المياه ويتوافق مع البيئة المحيطة. يجسد مفهوم المناظر الطبيعية والمناظر الطبيعية في الشمال. كمنشأة عامة للمبنى، يوفر المسرح للأشخاص والزوار تجارب مكانية مختلفة من المسرح والمناظر الطبيعية والمربع والمنصة المجسمة. أثناء عملية التصميم، أنشأ المهندس المعماري ما يانسونغ ممرًا فريدًا لمشاهدة معالم المدينة ومنصة عرض في مسرح هاربن جراند. يمكن للزوار التغاضي عن الأراضي الرطبة المحيطة والاستمتاع بالمناظر الطبيعية الفريدة للأراضي الرطبة في هاربن.
بعد الانتهاء من مسرح هاربن جراند، يمكن للجمهور الاستمتاع بعروض الأوبرا والسيمفونية والباليه والدراما في قاعات المناسبات المختلفة.

## رياضات

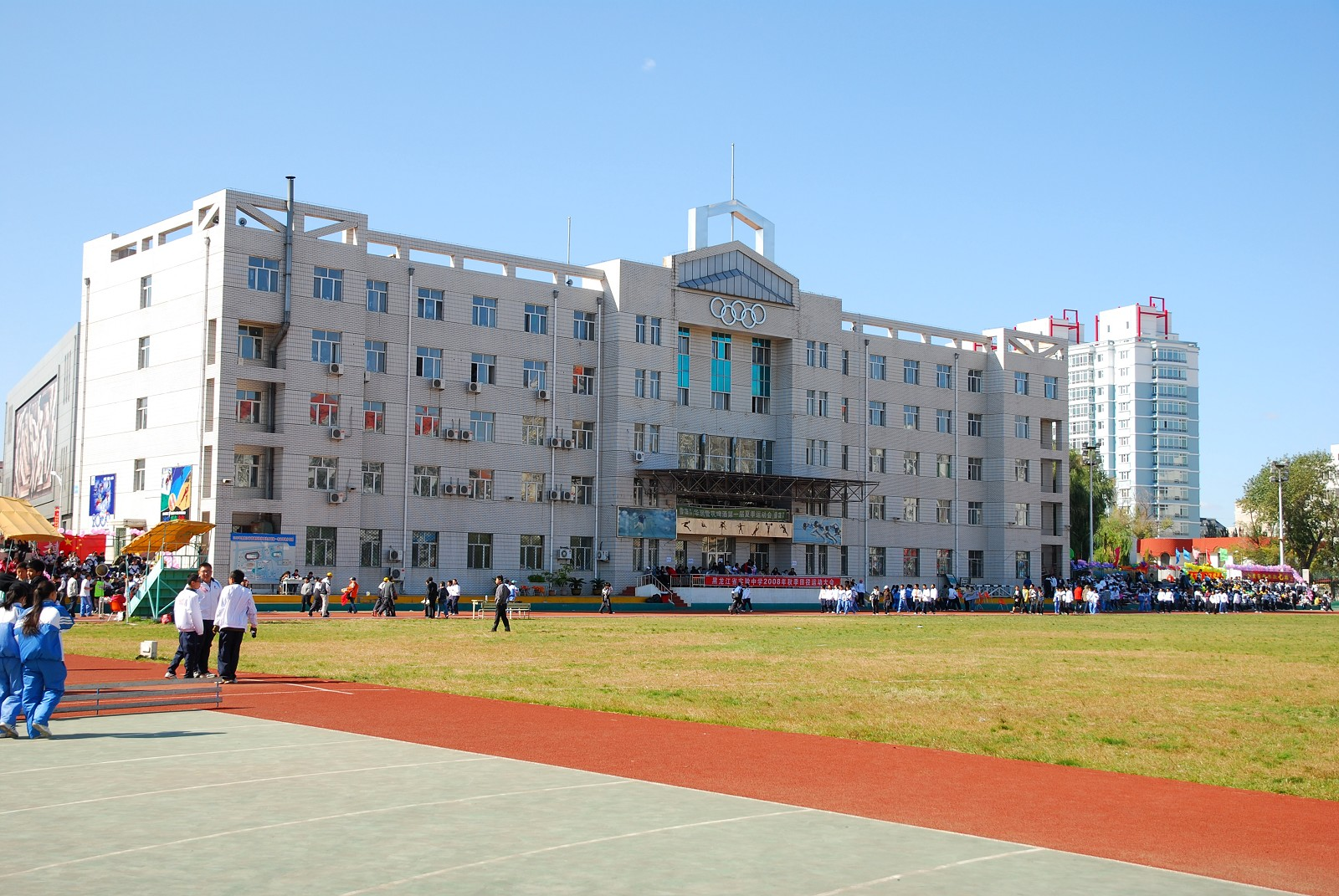
تم لعب القسم B من بطولة العالم باندي 2018 في استاد جامعة هاربن الرياضية

كمركز للرياضات الشتوية في الصين، استضافت هاربن دورة الألعاب الآسيوية الشتوية لعام 1996 ودورة الألعاب الجامعية الشتوية لعام 2009 . إلى جانب هذه الأحداث، يأتي العديد من الرياضيين المشهورين في الرياضات الشتوية من هاربن. من بين الفائزين بالميداليات الأولمبية نجم المضمار القصير وانغ منغ (الحائز على ميدالية ست مرات)؛ المتزلج على مضمار طويل تشانغ هونج (الألعاب الأولمبية الشتوية 2014، الميدالية الذهبية)؛ وأزواج من المتزلجين على الجليد شين شيويه وتشاو هونغبو (2002 سولت لايك سيتي، الميدالية البرونزية ؛ 2006 تورين، الميدالية البرونزية ؛ و2010 فانكوفر، الميدالية الذهبية)، تشانغ دان وتشانغ هاو (2006 تورين، الميدالية الفضية)، بانغ كينغ وتشاو هونغبو (فانكوفر 2010، الميدالية الفضية)،  وسوي وينجينغ وهان كونغ (2018 بيونغ تشانغ، الميدالية الفضية).
يوجد في هاربن ساحة داخلية للتزلج السريع، حلبة هيلونغجيانغ للتزلج الداخلي. افتتح في عام 1995، وهو أقدم واحد من سبعة في الصين.
بدأ التعاون المتبادل بين أكاديمية ولاية الشرق الأقصى للثقافة البدنية ومعهد هاربن للتربية البدنية تبادلًا للوفود الرياضية والثقافية، وعقد الألعاب الرياضية، وتدريب الطلاب الصينيين في خاباروفسك، وروسيا وهاربن. بدأ الجانب الروسي في وضع خطط لإدخال الباندي إلى الصين بينما لدى هاربن شروط مسبقة جيدة لتصبح واحدة من النقاط القوية لهذه الرياضة في الصين. يقع مقر الفريق الوطني في مدينة هاربن،  وتم التأكيد مسبقًا على أنهم سيلعبون في بطولة العالم باندي 2015 . وجاء المنتخب الصيني في المركز 16 في ميدان يضم 17 منتخبا متفوقا على الصومال. السيد تشو، رئيس الجامعة الرياضية، هو عضو في اتحاد مجلس باندي الدولي.  في ديسمبر 2017، ستقام بطولة طلابية دولية. بينما لا تزال لعبة باندي الصينية في مراحلها الأولية، فمن المتوقع أن تصبح هاربن أكثر قوة دافعة للتنمية المحلية،  على سبيل المثال من خلال افتتاح مكتب فيدي الدولي للتطوير والترويج في آسيا.
يلعب نادي هيلونغجيانغ آيس سيتي لكرة القدم حاليًا مباريات كرة القدم على أرضه في معرض هاربن الدولي للمؤتمرات والمركز الرياضي، وهو ملعب يتسع لـ50000 مقعد. حصل الفريق على ترقية إلى الدرجة الثانية في الصين لموسم 2018 عندما احتل المركز الأول في دوري الدرجة الثانية الصيني 2017.
هيلونغجيانغ  فريق محترف لهوكي الجليد مقره في المدينة. عضو في دوري الهوكي الأعلى ومقره روسيا وواحد من فريقين صينيين في الدوري. ينتسب الفريق إلى فريق دوري الهوكي للقارات، ومقره أيضًا في الصين، كونلون ريد ستار.
افتتح منتجع داخلي للتزلج في هاربن في عام 2017 وادعى أنه الأكبر من نوعه في العالم. ستجعل من الممكن الاستمتاع بالتزلج على المنحدرات على مدار السنة.

### الأحداث
أقيمت دورة الألعاب الآسيوية الشتوية عام 1996 في هاربن. بينما أقيمت ألعاب الجليد بشكل أساسي في مدينة هاربن، أقيمت أحداث التزلج في منتجع يابولي للتزلج، مدينة شانجزي. في إطار هذه الحملة لتأكيد دورها على الساحة العالمية، استضافت هاربن دورة الألعاب الجامعية الشتوية لعام 2009 . أنفقت الحكومة المحلية 3.6 مليار يوان لهذا الحدث، مع 2.63 مليار مستخدم في بناء وتجديد البنية التحتية الرياضية لهذه الجامعات.
استضافت هاربن بطولة الاتحاد الآسيوي لكرة السلة في عام 2003، والتي فازت فيها الصين بالبطولة على أرضها للمرة الثالثة عشرة.
قدمت هاربن عرضًا لاستضافة دورة الألعاب الأولمبية الشتوية لعام 2010، والتي مُنحت في النهاية إلى فانكوفر، كندا.
تم افتتاح كرنفال الرياضات الشتوية الثاني للجامعة الصينية الروسية في 12 ديسمبر 2017. كان هذا أول باندي دولي في هاربن. جاءت المشاركة الروسية من (DVGAFK) في خاباروفسك بين الرجال و (IrGTU) في إيركوتسك بين النساء.
نظرًا لكونها المركز الوطني لباندي، فقد نظمت هاربن القسم B من بطولة العالم للباندي عام 2018 وحسّنت الصين ترتيبها إلى المركز 12 من إجمالي 16 فريقًا.

## المواصلات

### سكة حديدية

نظام السكك الحديدية في شمال شرق الصين.

تقع عند تقاطع نظام الخط الرئيسي "T-style"، تعد هاربن محورًا هامًا للسكك الحديدية في منطقة شمال شرق الصين. مكتب هاربن للسكك الحديدية هو أول مكتب للسكك الحديدية أنشأته حكومة جمهورية الصين الشعبية، والذي تعد فيه كثافة السكك الحديدية الأعلى في الصين. خمسة خطوط سكة حديد تقليدية تشع من هاربن إلى: بكين (خط جينغها)، سويفنهي (خط بينسوي)، مانتشولي (خط بينزهو)، بيان (خط بينبي) ولالين (خط لابين) . بالإضافة إلى ذلك، تمتلك هاربن خط سكة حديد فائق السرعة يربط بين ميناء داليان الواقع في أقصى جنوب شرق الصين. في عام 2009، بدأ البناء في محطة سكة حديد هاربن ويست الجديدة مع 18 منصة، وتقع في الجزء الجنوبي الغربي من المدينة. في ديسمبر 2012، تم افتتاح المحطة، حيث كشفت الصين عن أول قطار فائق السرعة يمر عبر مناطق ذات درجات حرارة منخفضة للغاية في الشتاء. مع مسارات مجدولة من هاربن إلى داليان. يمكن لقطارات الرصاصة (CRH380B) المقاومة للطقس التي تخدم الخط أن تستوعب درجات حرارة تتراوح من 40 درجة مئوية تحت الصفر إلى 40 درجة مئوية فوق الصفر. تم افتتاح خط سكة حديد هاربن-تشيتشيهار بين المدن في أقصى شمال الصين، لخدمة الإيرادات في 17 أغسطس 2015. تربط السكك الحديدية أكبر ثلاث مدن رئيسية في هيلونغجيانغ بما في ذلك هاربن وداتشينغ وتشيتشيهار. تم افتتاح كل من السكك الحديدية بين المدن في هاربن-جياموسى وهاربن-مودانجيانغ للخدمة العامة في عام 2018، وربطت عاصمة المقاطعة بالمدن الرئيسية على مستوى المحافظات مودانجيانغ وجياموسي.
محطات السكك الحديدية الرئيسية في المدينة هي محطة سكة حديد هاربن، التي تم بناؤها لأول مرة في عام 1899 وتم توسيعها في عام 1989. أعيد بناء المحطة الرئيسية في عام 2017 وما زالت قيد الإنشاء ؛ محطة سكة حديد هاربن الشرقية، التي افتتحت في عام 1934 ؛ ومحطة هاربن ويست للسكك الحديدية، التي تم بناؤها في محطة سكة حديد المدينة عالية السرعة في عام 2012. تم افتتاح محطة رئيسية أخرى، محطة سكة حديد هاربن الشمالية، للخدمة العامة في عام 2015، إلى جانب سكة حديد هاربن-تشيتشيهار الجديدة للركاب.
تتوفر خدمة قطار الركاب المباشر من محطة سكة حديد هاربن إلى المدن الكبيرة بما في ذلك بكين وشانغهاي وتيانجين وقوانغتشو وجينان ونانجين والعديد من المدن الكبرى الأخرى في الصين. بدأت خدمة السكك الحديدية عالية السرعة المباشرة في العمل بين محطتي هاربن ويست وشنغهاي هونغكياو في 28 ديسمبر 2013، واختصرت مدة الرحلة إلى 12 ساعة.

نظام سكة حديد هاربين
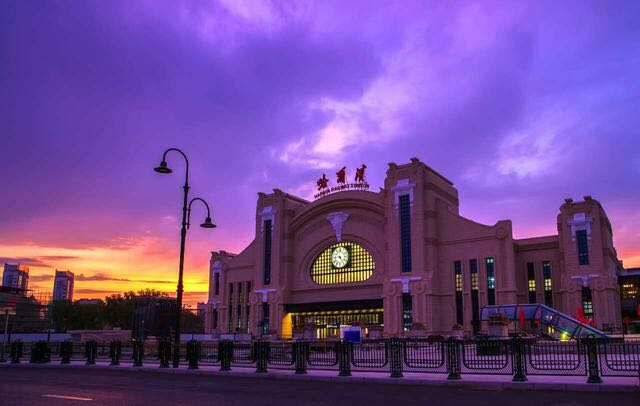
المحطة الشمالية لمحطة سكة حديد هاربين
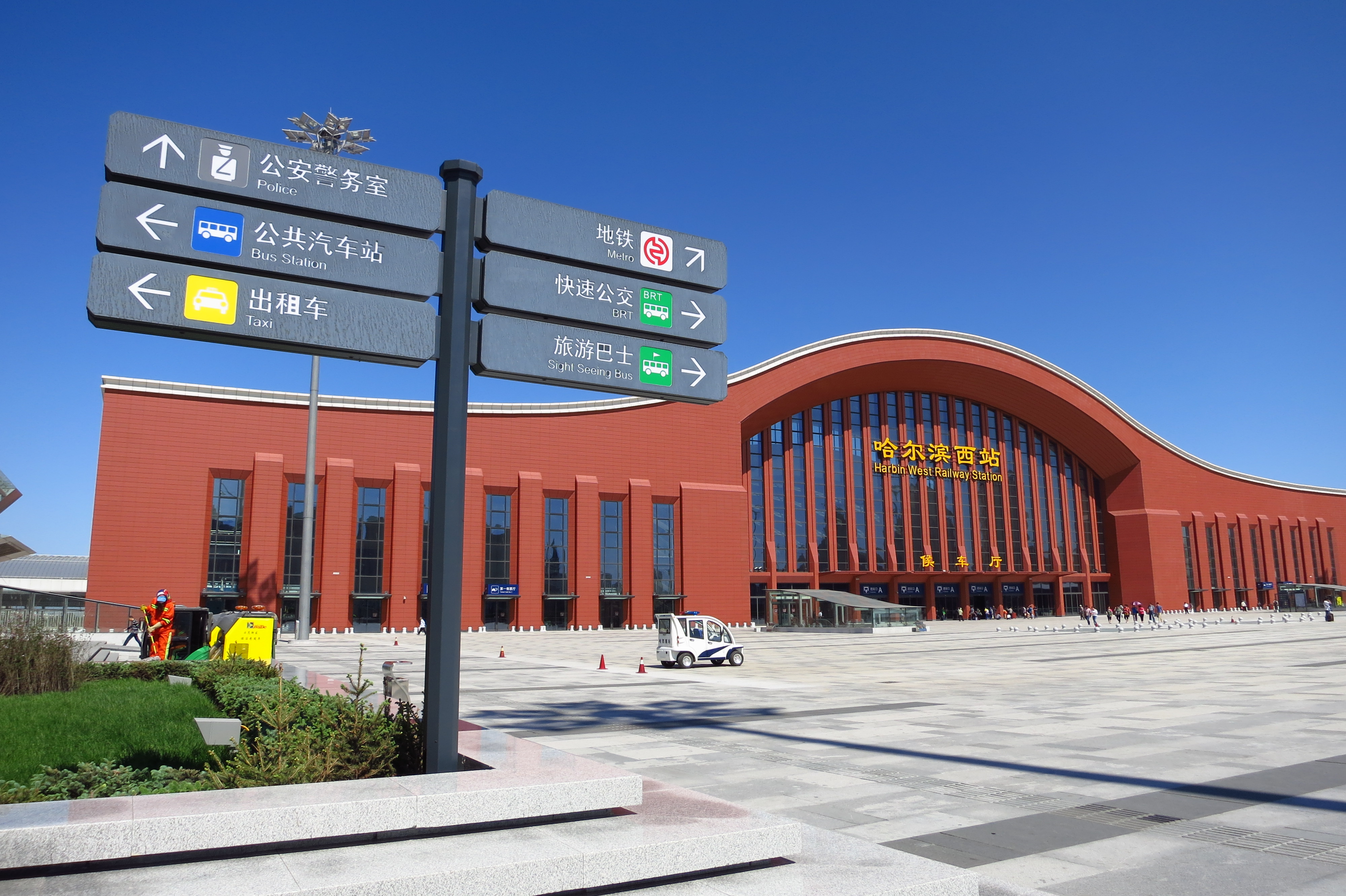
محطة سكة حديد هاربين ويست
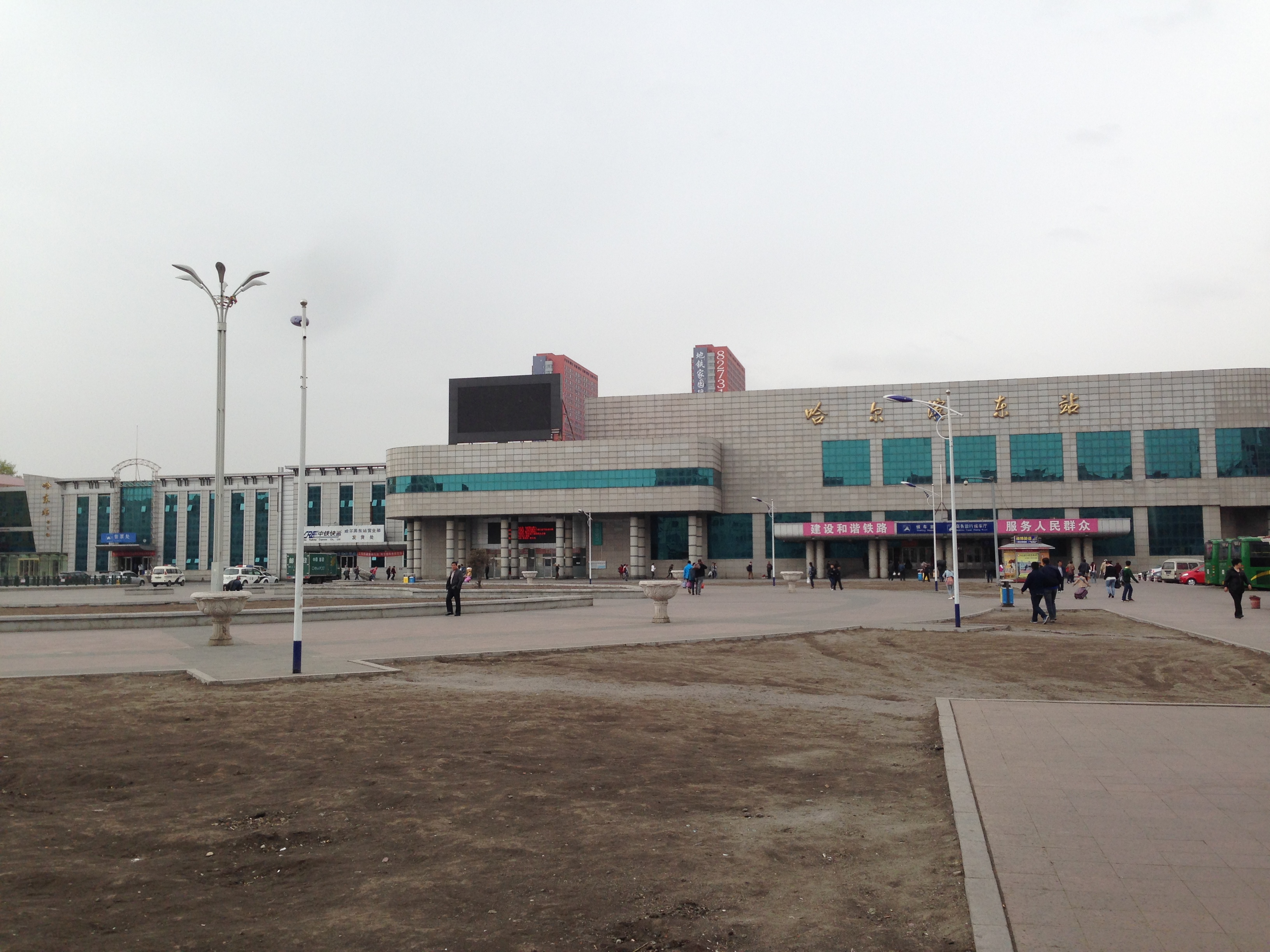
محطة سكة حديد شرق هاربين
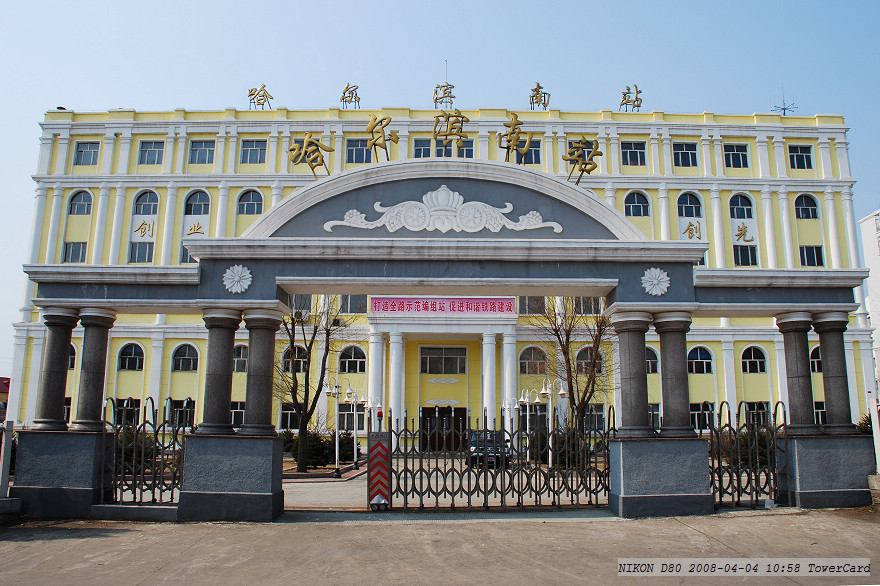
محطة سكة حديد هاربين الجنوبية.
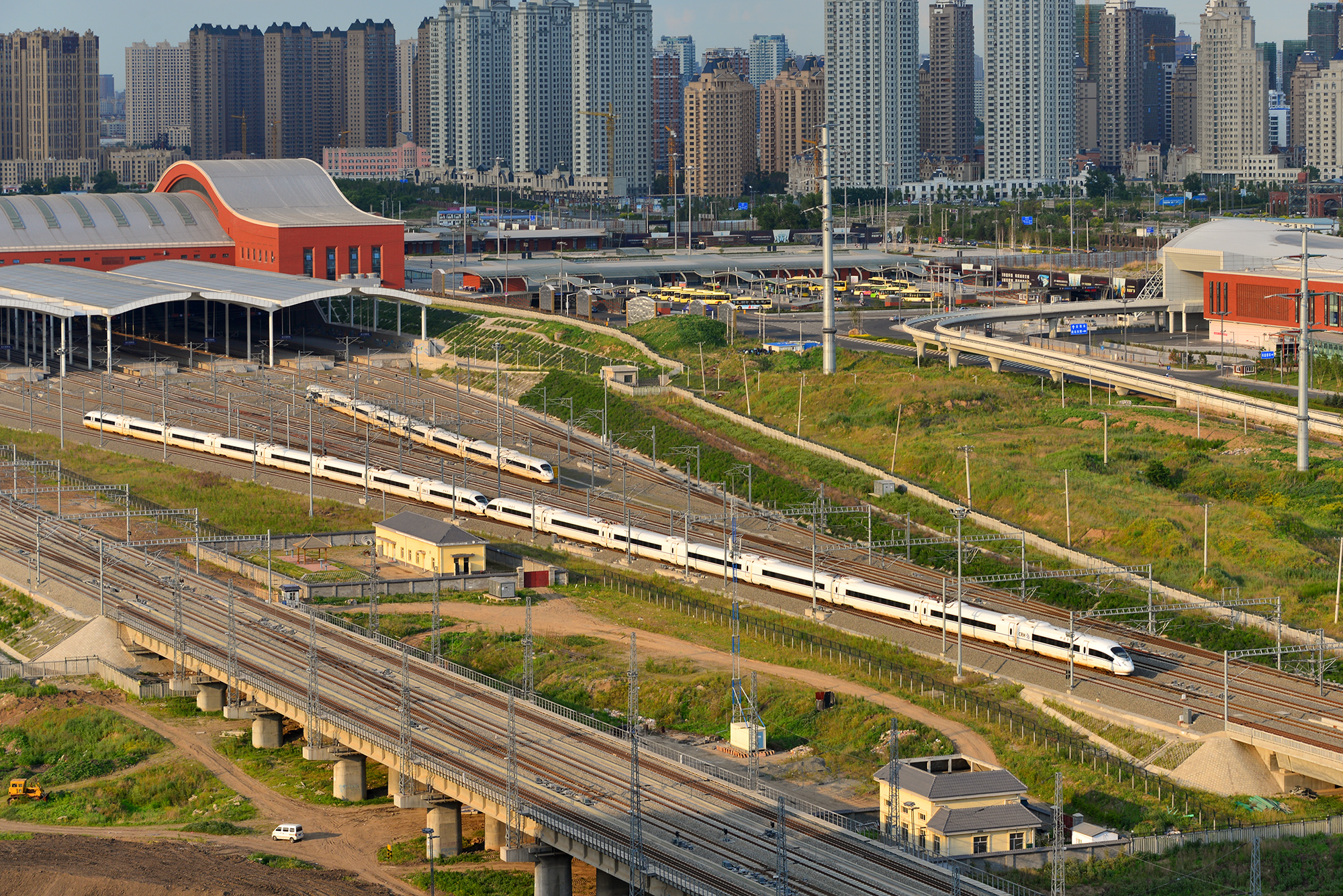
يدخل قطار (CRH) عالي السرعة إلى محطة سكة حديد هاربين ويست.

### طرق

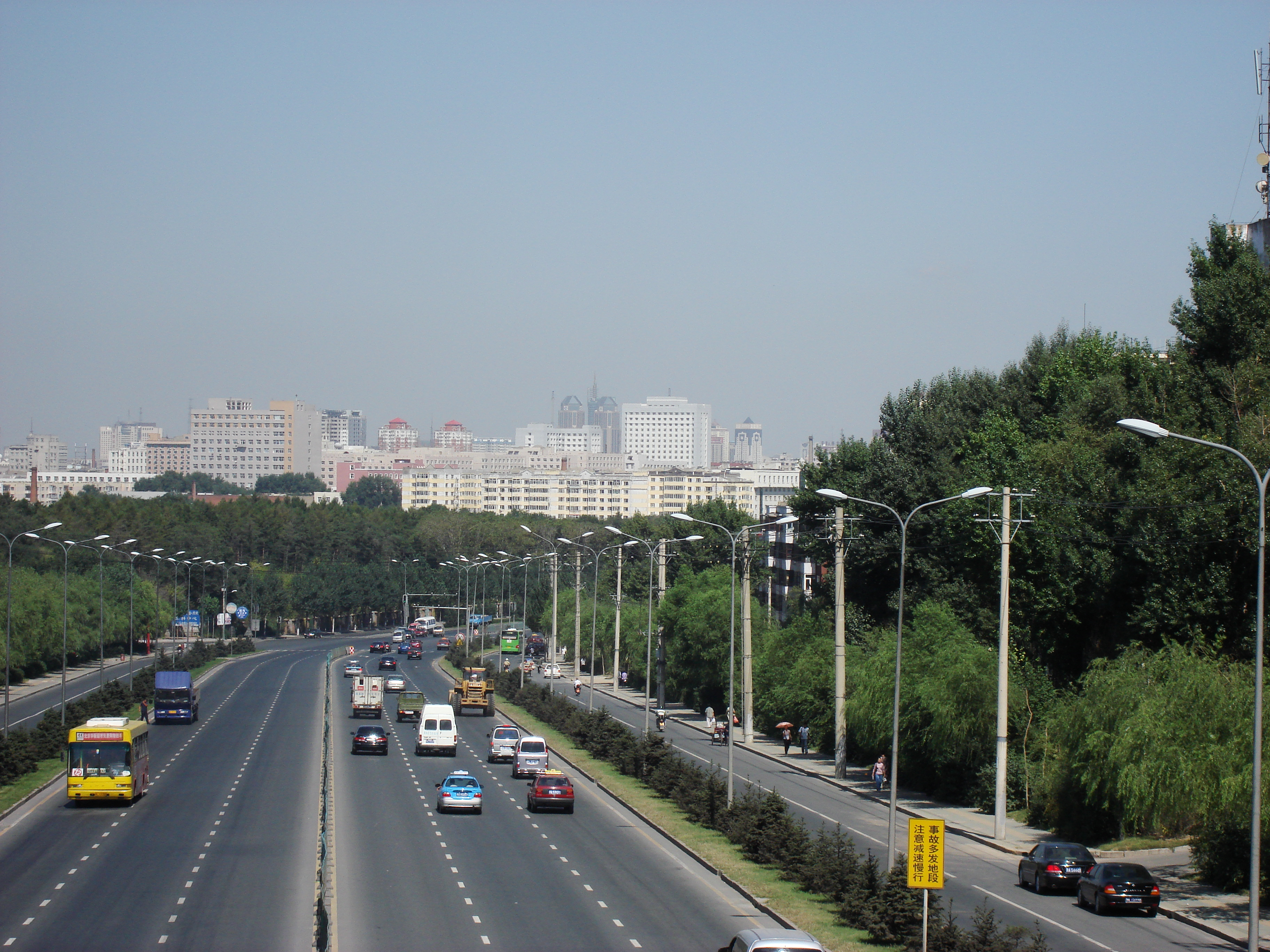
طريق هابينج، أحد الطرق البلدية الرئيسية في جنوب هاربن.

كمركز إقليمي مهم في شمال شرق الصين، تمتلك هاربن نظام طرق سريع متقدم. تشمل الطرق السريعة الرئيسية التي تمر عبر هاربن أو تنتهي في هاربن طرق بكين - هاربن، هيهي - داليان، هاربن - تونغجيانغ، تشانغتشون - هاربن، ومانتشولي - سويفينهي.
- G1 بكين - هاربن السريع.

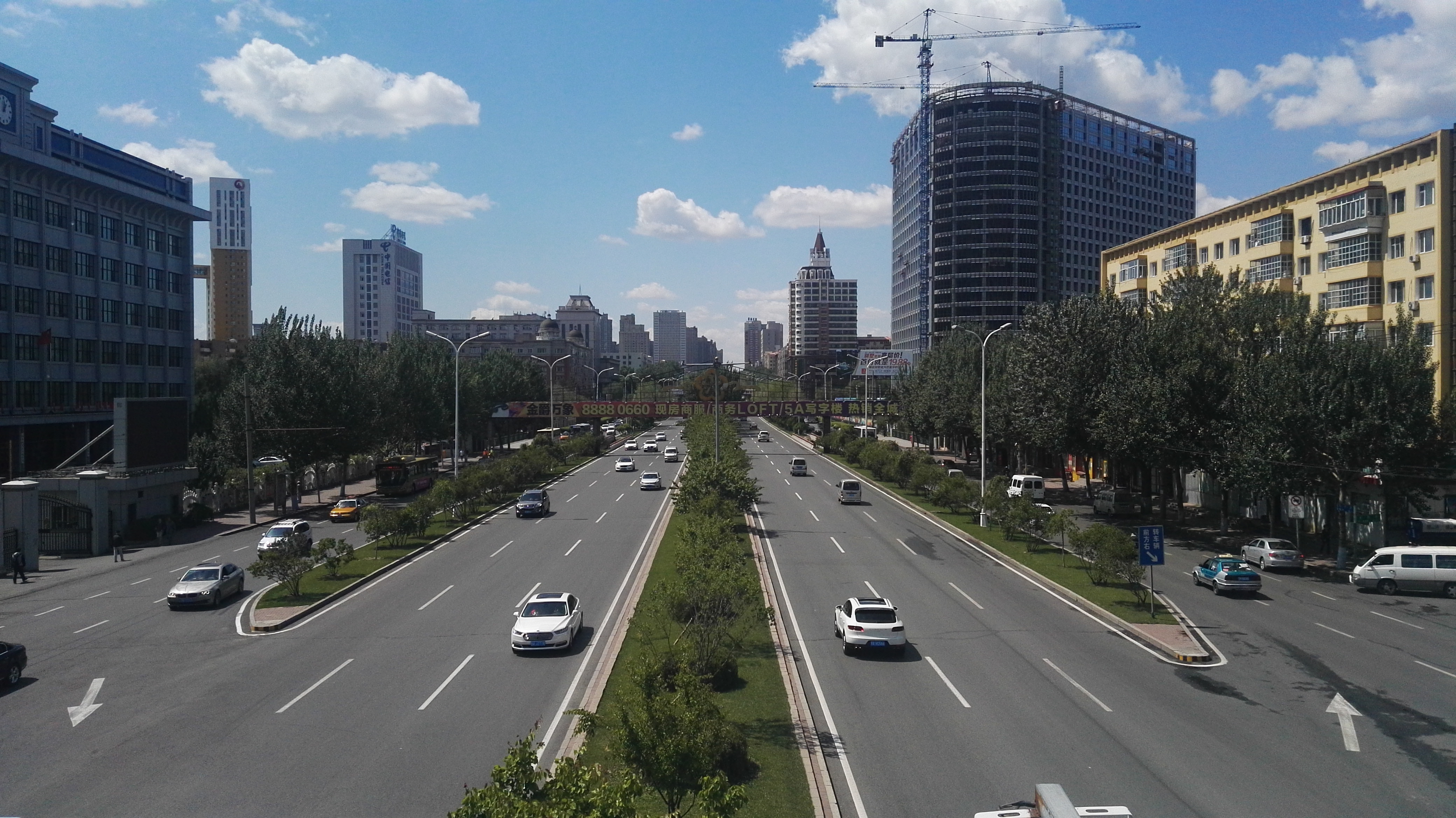
طريق هيكسينج، الجزء الغربي من طريق هاربن الدائري الثاني.

- G10 سويفنهي - طريق مانتشولي السريع.
- G1001 طريق هاربن الدائري السريع.
- G1011 طريق هاربن - تونججيانج السريع، حافز من G10 الذي يمتد غربًا إلى تونغجيانغ، التي كانت جزءًا من طريق الصين السريع الوطني 010 سابقًا.
- الطريق السريع G1111 هيجانج -هاربن السريع، أحد عوامل الطريق السريع G11 هيغانغ داليان.
- G1211 جيلين - هيهي السريع، حافز للطريق السريع G12 هونتشون الذي يمتد شمالًا إلى هيهي.
- طريق الصين الوطني السريع 102.
- طريق الصين الوطني السريع 202.
- الطريق السريع الوطني الصيني 221.
- طريق الصين الوطني السريع 222.
- طريق الصين الوطني السريع 301.

### جوي
مطار هاربن تايبينج الدولي، الذي يبعد 35 كيلومتر (22 ميل) عن منطقة هاربن الحضرية، هو ثاني أكبر مطار دولي في شمال شرق الصين. المستوى الفني لمنطقة الطيران، والذي يسمح لجميع أنواع الطائرات المدنية الكبيرة والمتوسطة. هناك رحلات جوية إلى أكثر من ثلاثين مدينة كبيرة بما في ذلك بكين وتيانجين وشانغهاي ونانجينغ وتشينغداو ونزهو وشيامن وقوانغتشو وشنتشن وشنيانغ وداليان وشيان وهونغ كونغ. بالإضافة إلى ذلك، هناك أيضًا رحلات دولية مجدولة بين هاربن وروسيا وسنغافورة وماليزيا وكوريا الجنوبية. في يونيو 2015، تم البدء في أول خطوط جوية دولية لشركة (LCC) إلى اليابان، وتحديداً مدينة ناغويا. بسبب محدودية قدرة الشحن، بدأ بناء محطة T2 في 31 أكتوبر 2014. كان من المقرر الانتهاء من محطة T2 التي تبلغ مساحتها 160 ألف متر مربع في عام 2017، وستزيد طاقة الشحن بالمطار إلى ثلاثة أضعاف السابق.

### مترو
بدأ بناء مترو هاربن في 5 ديسمبر 2006. إجمالي الاستثمار للمرحلة الأولى من الخط 1 هو 5.89 يوان صيني مليار. تم التخطيط لعشرين محطة على هذا 17.73 كيلومتر (11.02 ميل) خط طويل يبدأ من محطة سكة حديد شرق هاربن إلى المستشفى الثاني التابع لجامعة هاربن الطبية في غرب المدينة. سيتم بناء مستودع مترو ومركز قيادة ومحطتين فرعيتين للمحول على طول الخط. ويتبع معظم مسار الخط نفق الإخلاء التابع للدفاع الجوي المتبقي من مشروع "7381" الذي بدأ عام 1973 وانتهى عام 1979. كان الهدف من مشروع 7381 هو حماية هاربن من غزو أو هجوم نووي محتمل من قبل الاتحاد السوفيتي السابق.

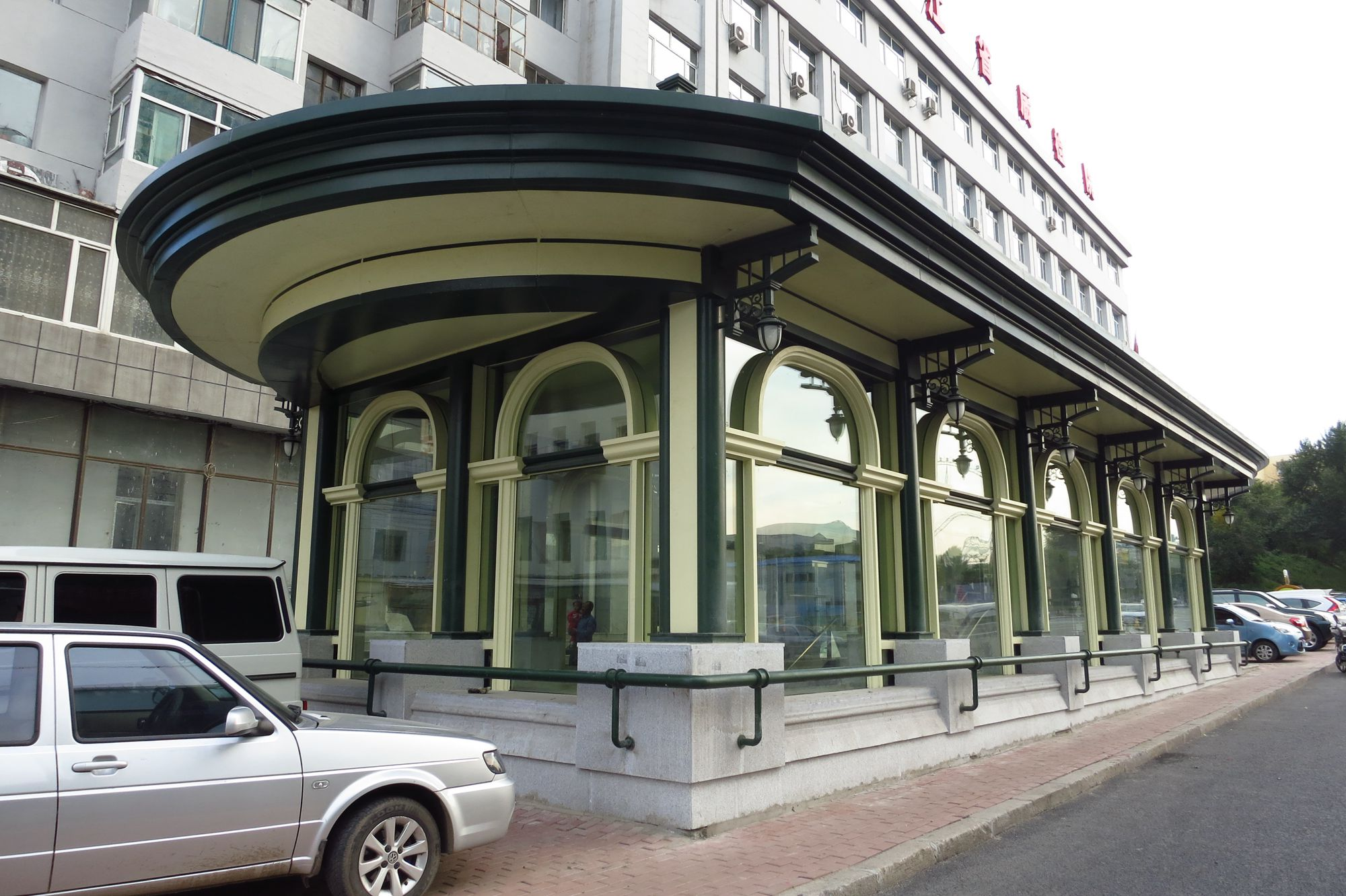
مدخل محطة تايبينجكياو للخط 1، مترو هاربن

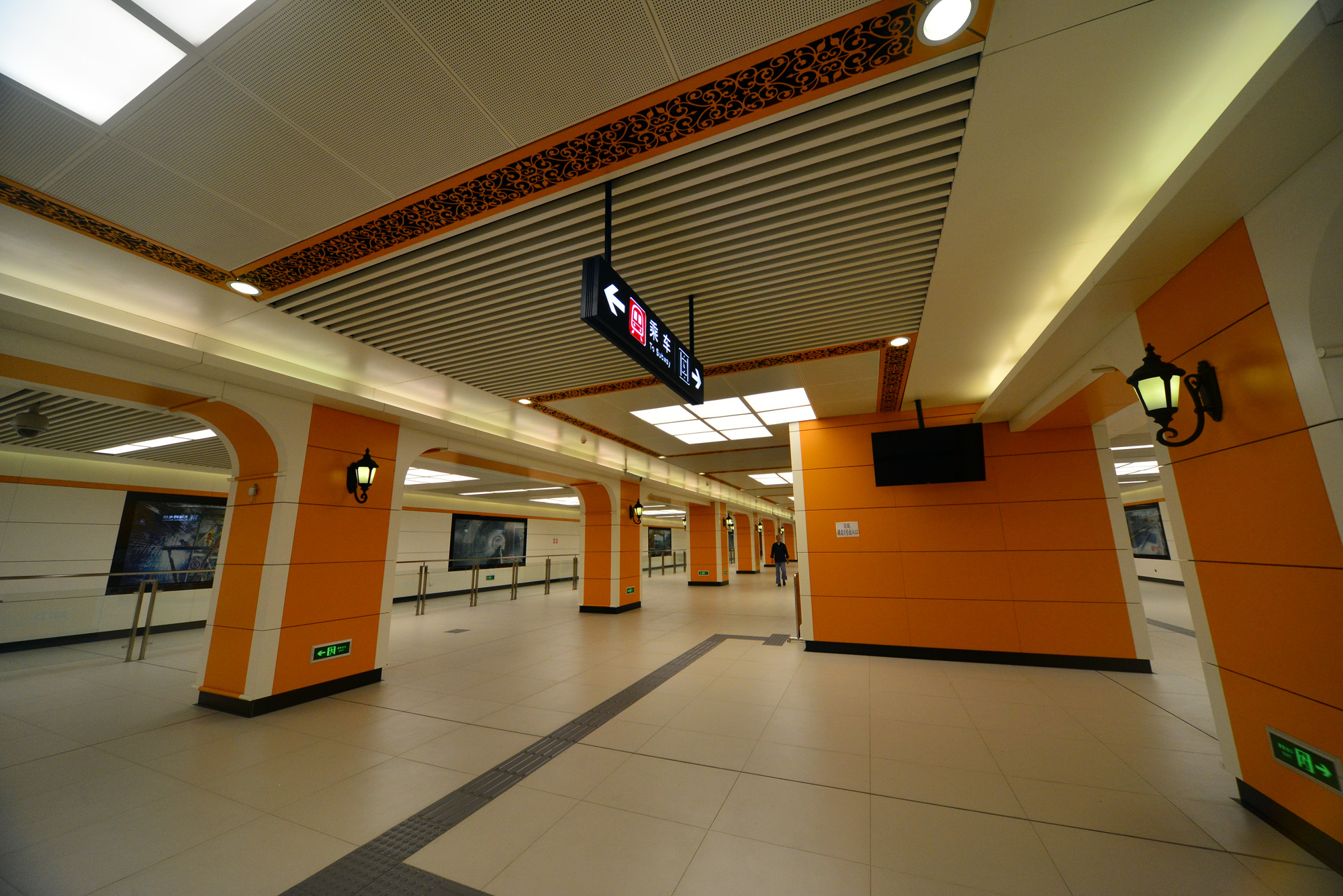
محطة يديريوان (المستشفى الثاني التابع لجامعة هاربن الطبية)، محطة التبادل بين الخط 1 والخط 3.

تم افتتاح الخط 1 لمترو هاربن في 26 سبتمبر 2013.  وهي موجهة على طول المحور الشرقي والغربي للمنطقة الحضرية لهاربن: من الشمال الشرقي (محطة سكة حديد هاربن الشرقية) إلى الجنوب الغربي (المستشفى الثاني التابع لجامعة هاربن الطبية). الخط 2 والخط 3 قيد الإنشاء. يمتد الخط 2 من منطقة سونغبى إلى منطقة شيانغفانغ، ويمر الخط الدائري 3 عبر مناطق داولي وداواي ونانغانغ وشيانغفانغ في هاربن. في 26 يناير 2017، افتتحت المرحلة الأولى من الخط 3 للخدمة العامة. يربط الخط 3 محطة سكة حديد غرب هاربن بمحطة يديريوان، محطة النقل بين الخط 1 والخط 3. على المدى الطويل، تخطط المدينة لبناء تسعة خطوط مترو مشعة وخط دائري في وسط المدينة وبعض أحياء الضواحي، والتي تمثل 340 كيلومتر (211.3 ميل) بحلول عام 2025.

## تعليم

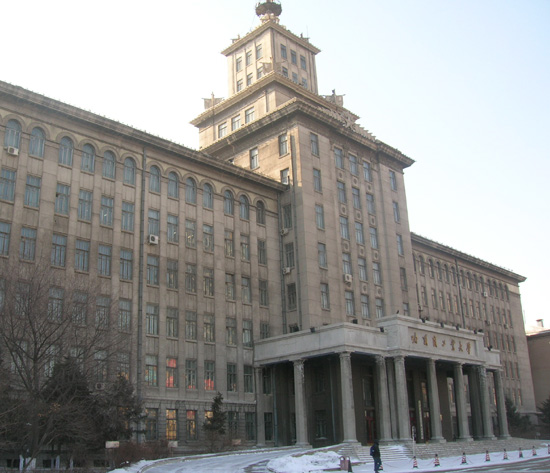
المبنى الرئيسي لمعهد هاربن للتكنولوجيا. لاحظوا الواجهة الستالينية، التي تذكرنا بـ "سبع أخوات" في موسكو.

## معرض الصور

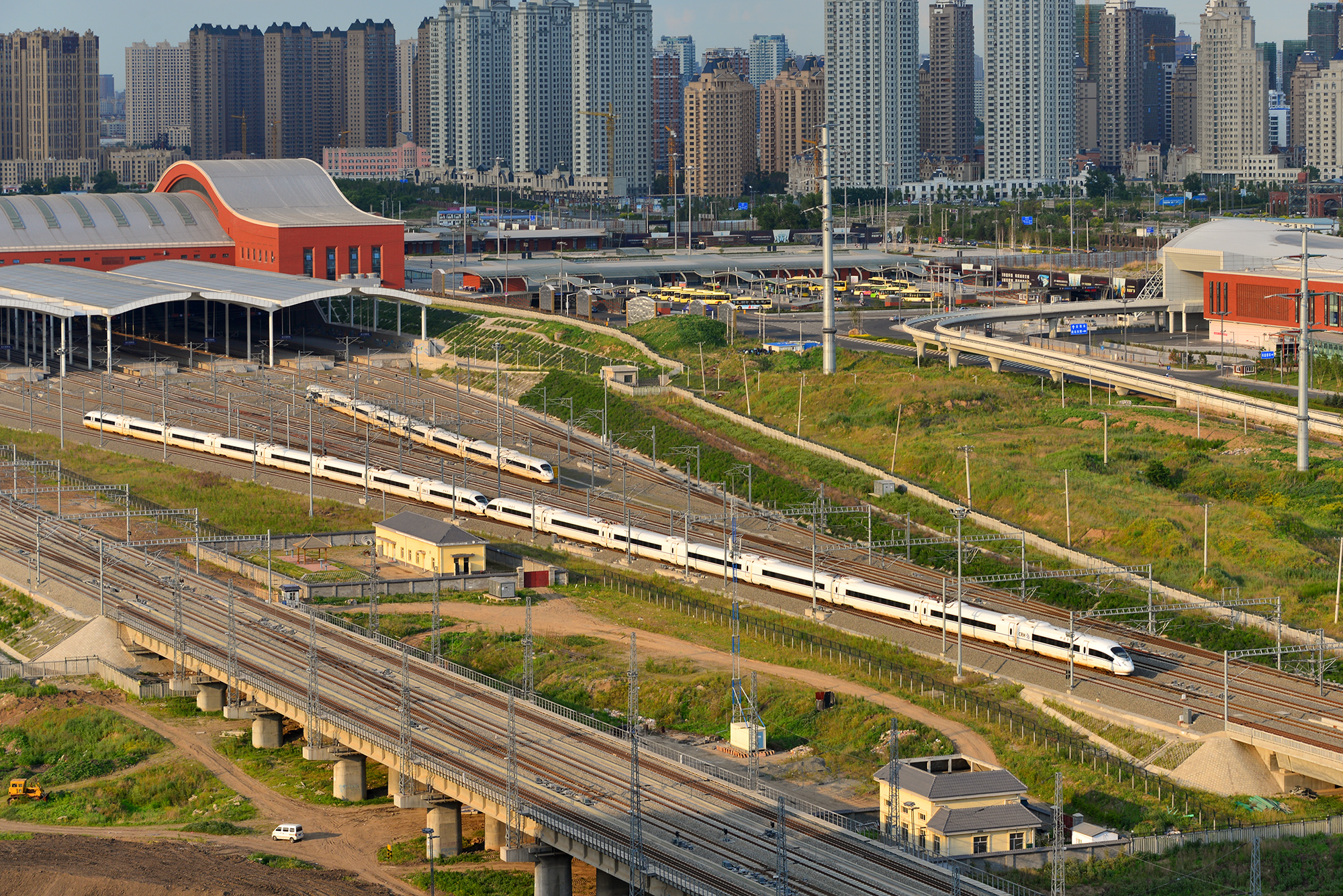
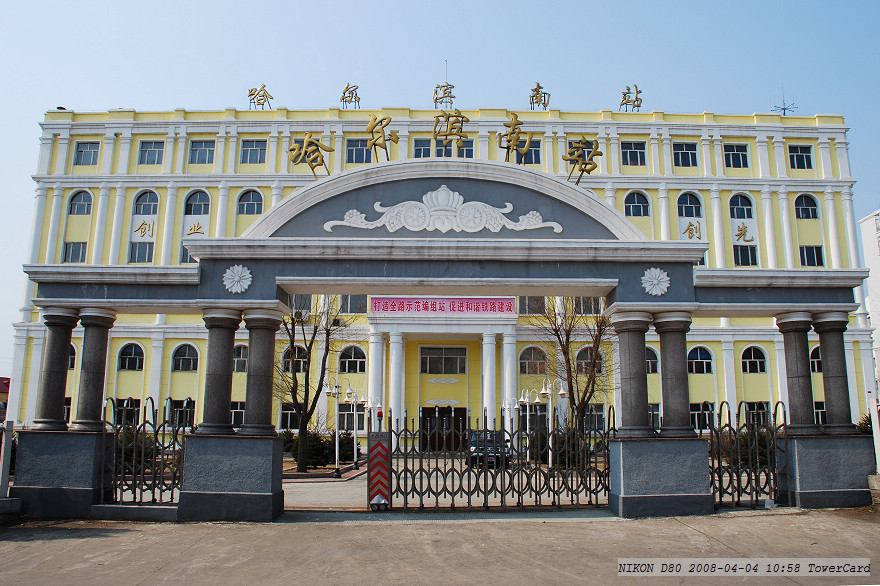
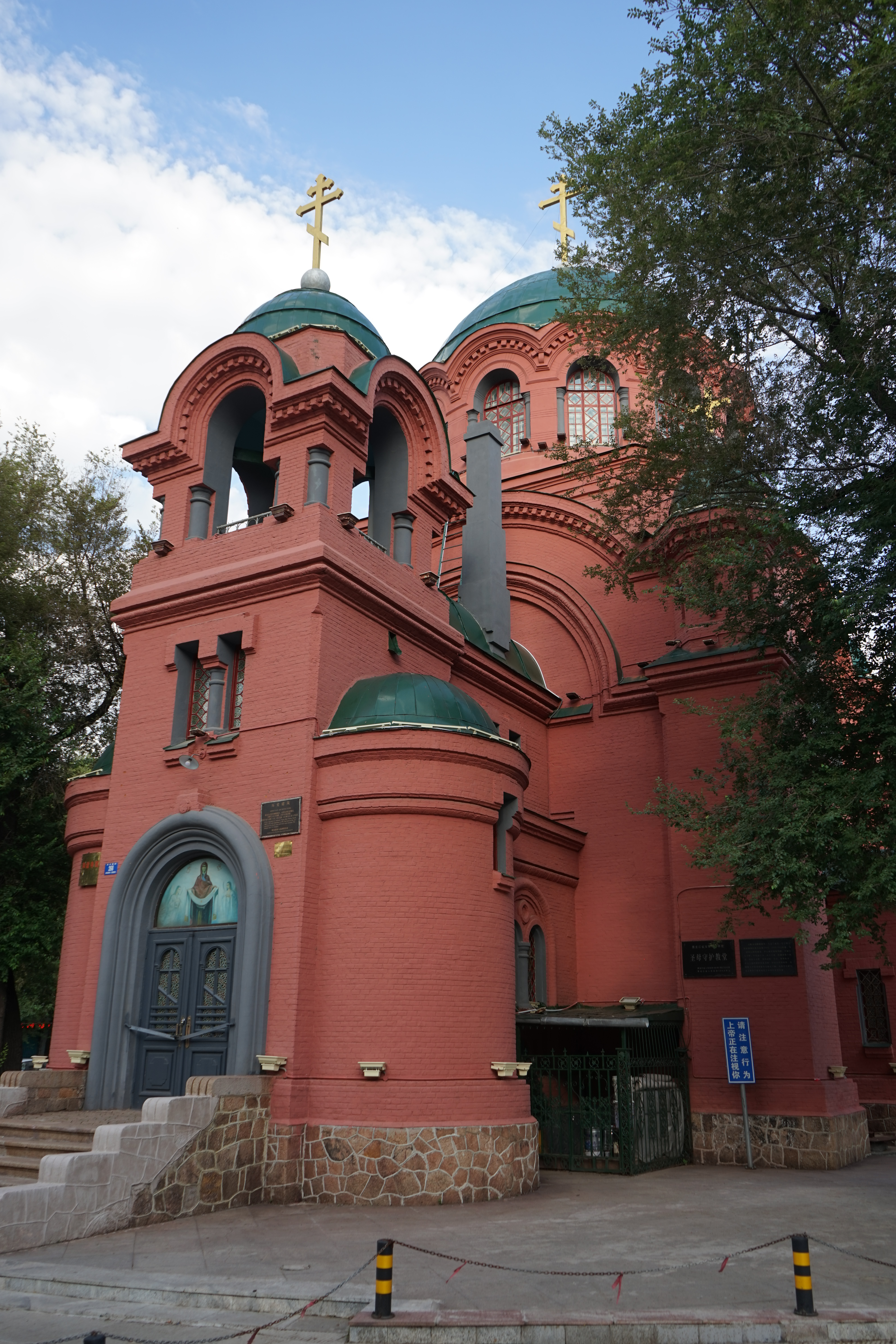
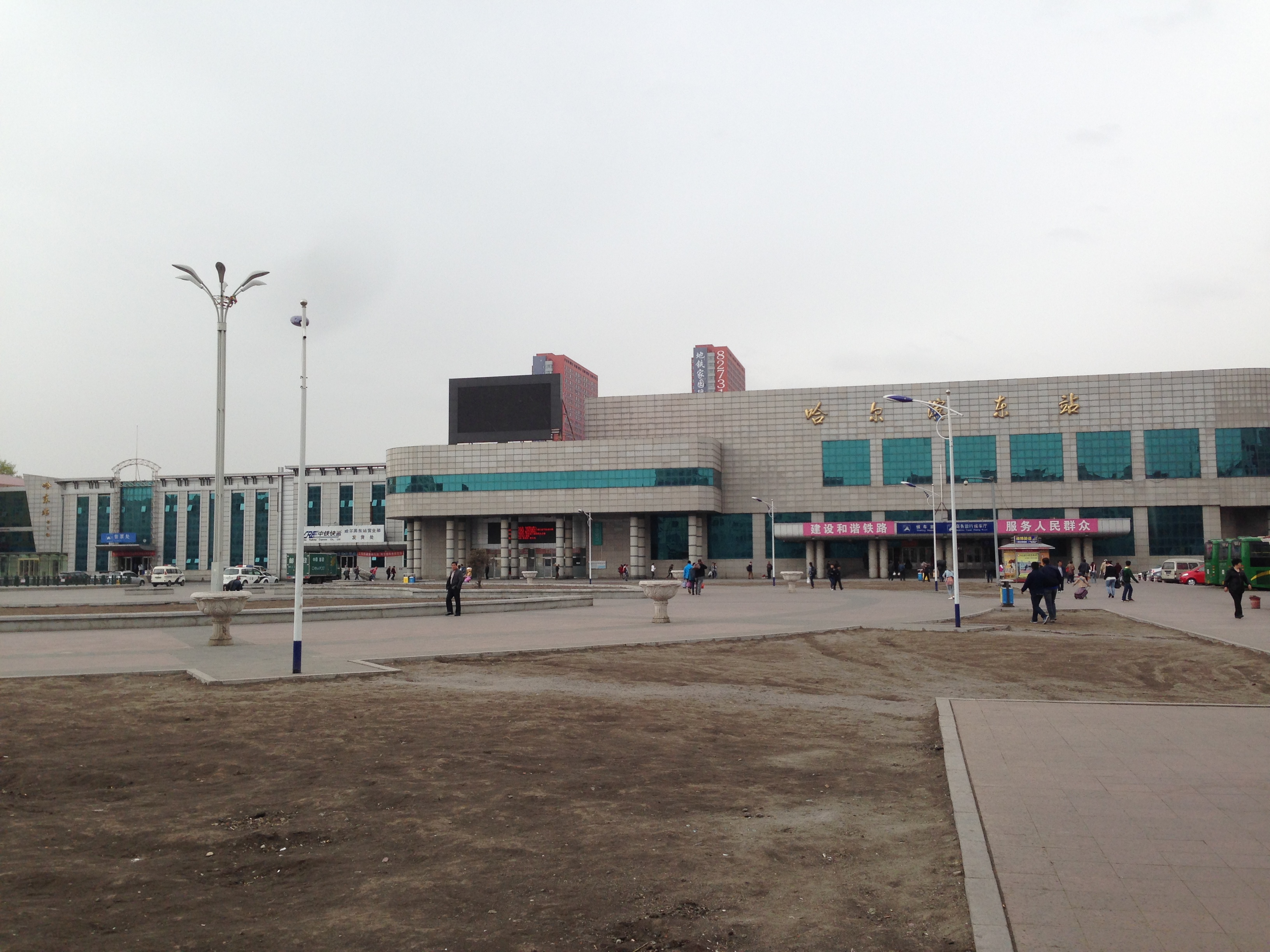
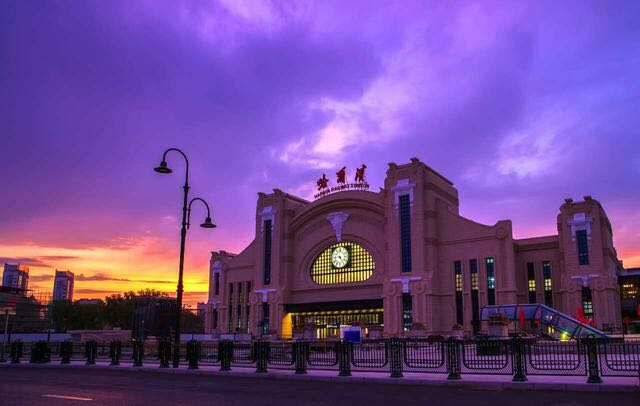
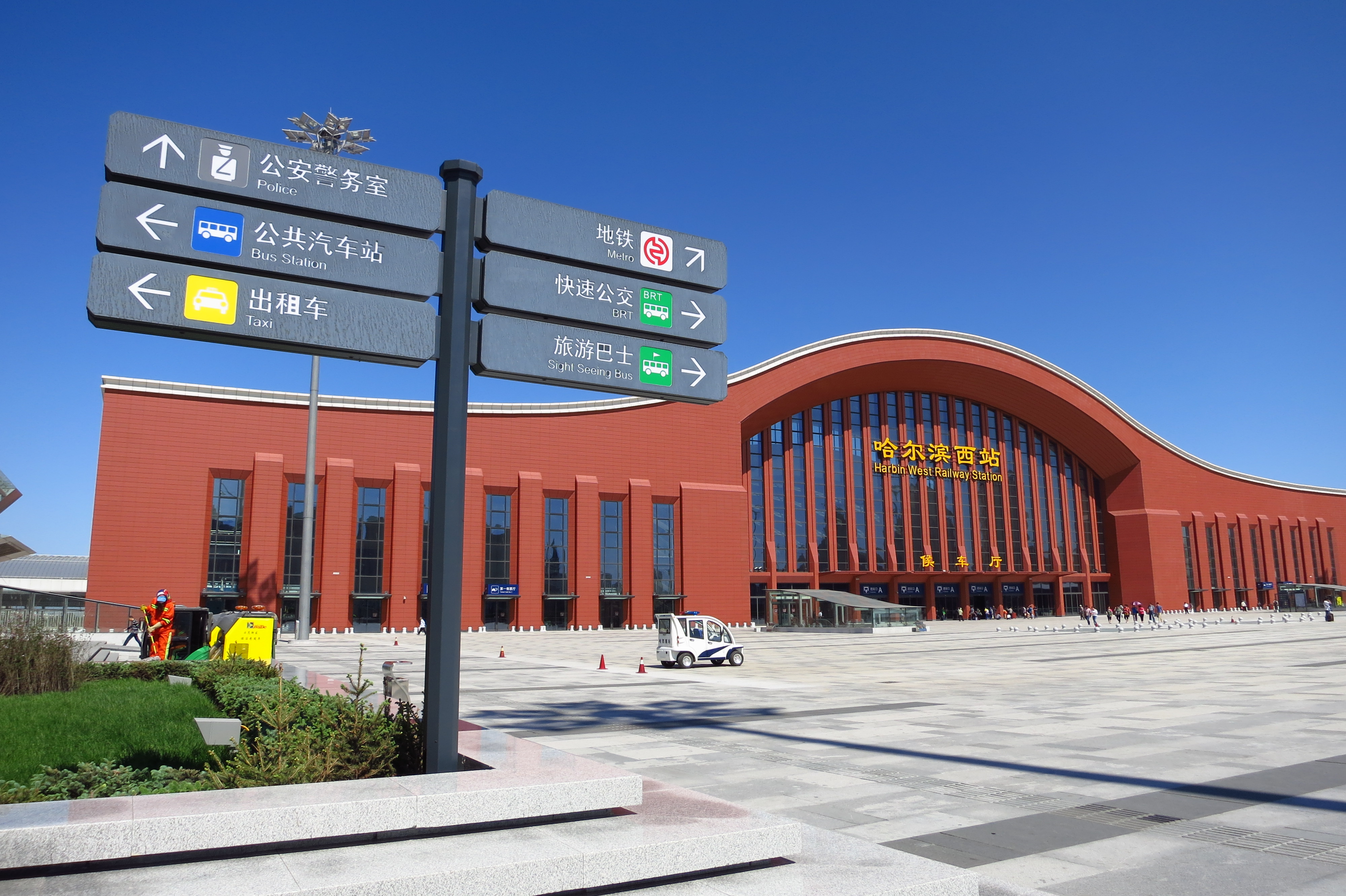